# 林峯
林峯（英語：Raymond Lam Fung，1979年12月8日—），生於中國福建省廈門市，原名林匯文，後改名林逸峰，香港男歌手及演員，是新世紀第一位在紅磡香港體育館連開個唱的歌手；香港人氣偶像代表人物。被譽為Chok王。
林峯自幼師從包含戴思聰在內的數位名師學音樂，1999年出道成為演員。林峯2007年進入樂壇，成績斐然。至今推出大碟逾十張，2009年更作為出道兩年的新人首次在紅磡體育館舉行個人演唱會，其後更逐漸世界各地舉行巡迴個唱。他曾以五年四度於紅磡體育館的演唱會打破新世紀歌手在紅館連開個唱記錄，並於多個樂壇頒獎禮獲得多項個人及作品獎項及提名，主要個人獎項包括於2009、2010、2013年度三度獲得「IFPI香港唱片銷量大獎－全年最高銷量本地男歌手」、於2012年度、2013年度的「十大勁歌金曲頒獎典禮」蟬聯「最受歡迎男歌星」、兩度獲得「十大中文金曲優秀流行歌手大獎」（2009、2012）、2010年度「新城勁爆男歌手」等，證明在香港流行樂壇的實力與地位；他的作品亦廣受歡迎，2008至2013年度連續6年合共7次奪得「年度十大勁歌金曲獎」，包括於憑藉歌曲〈CHOK〉獲得象徵過往一年最佳歌曲的「2011年度十大勁歌金曲金獎」。多張唱片銷量極佳，一經推出短期內即衝破白金銷量，最終更賣至雙白金至四白金銷量，多次奪得如IFPI香港唱片銷量大獎中「十大銷量廣東唱片」、「十大銷量本地歌手」等唱片銷量獎項。在紅館舉行的5次演唱會均叫好又叫座，一票難求。
一直以來歌路都是比較悲傷的情歌，近年曲風卻轉向舞曲和快歌。2016年3月更推出以快歌為主基調的新專輯《Trap》，唱片在推出一星期後已獲白金銷量。
2016年4月，闊別兩年後第五度登上紅館舞台，一連三場《Heart Heart Attack LF LIVE IN HK》，場場爆滿。7月，演唱會特輯《LF HEART ATTACK LIVE IN HK DVD+CD》一經推出，即位居YesAsia唱片銷量榜7日、30日、60日和90日冠軍，取得不俗成績

## 生平

### 早年生活
林峯出生于福建廈門，兩歲時隨家人到香港定居。小學時因就讀北角蘇浙小學，所以能講流利的普通話，12歲那年的暑假，在家人的支持下，林峯獨自到上海學習音樂，師從女高音歌唱家朱逢博和男高音歌唱家施鴻鄂學音樂，他們用民族唱法和美聲唱法教他唱通俗歌曲，使他以歌手成為他那時的夢想；中學時在聖保羅書院就讀，於1996年中五畢業。其後他在廈門大學建築系就讀一年後到美國南加州大學主修建築，副修音樂。
林峯的曾祖母是西班牙人，因此他有1/8的西班牙血統；祖父林梦飞是出身黄埔軍校第5期的學生，曾參加過第二次世界大戰和國共內戰，被國民政府授予少將軍銜，後起義加入民革，曾任民革中央委員，福建省政協副主席。晚年棄政從商；而父親林華國是廈門的著名地產商。

### TVB時期：1999-2014年

#### 電視圈方面：加入無綫電視
1999年，林峯加入無綫電視，曾在成為經理人合約藝員，最初兩年在劇集中跑龍套。在拍攝劇集《美味情緣》時需要一個在離島長大的年輕人當劇中楊千嬅男友，然而當時戲劇組沒甚麽20歲左右的男新人，而監製林志華在化妝間見到皮膚黝黑的林峯，於是就覺得他很適合該角色，因此林志華成為了第一個找林峯拍劇的人，而該劇也是林峯首次擔任重要角色的電視劇。
2000年，林峯於《尋秦記》飾演秦始皇贏政，其秦始皇／趙盤一角受到各界的矚目，一個本為趙國無賴小子的趙盤經歷人生劇變，從飽受欺淩之後到野心膨脹滿腹機心霸氣十足的君王，那是林峯讓觀眾留下深刻印象的第一個角色，出道兩年就做了主要角色 ；2002年，於電視劇《再生緣》中首次擔任第一男主角「皇甫少華」，同年緊接於台慶劇《流金歲月》首次飾演反派；2003年，他在《律政新人王》中飾演了一個有些另類想法、帶點市井但卻重情重義的善良律師樂斌（Ben），其演出獲得一致好評，並以該角色於《2003年度萬千星輝頒獎典禮》中奪得「飛躍進步男藝員」獎項；2004年，他在《大唐雙龍傳》中飾演一個在亂世中由一個街頭小混混崛起成為一方霸主的寇仲，此劇雖然在香港收視欠佳，但此劇也正正打開了林峯於內地及海外的市場，成為無線最力捧當紅當家小生 在2005年的《Astro華麗台電視劇大獎》中獲得「我的至愛角色」和「我的至愛男主角」兩個獎項，並首度在馬來西亞稱帝。
2006年，入行七年的林峯演技上漸趨成熟，他與吳美珩合演的《女人唔易做》熱播，可說是其演藝生涯中的一個重要里程碑。二人於劇中發展的一段姊弟戀，引起觀眾廣泛討論，兩人也把角色拿揑得十分到位；林峯把齊寬的自信跳脫與深情不二演繹得淋漓盡致，對吳美珩所飾演的女上司高志玲一往情深，讓觀眾極為受落，贏得不少掌聲，亦令林峯的演技進一步被肯定，並獲得「演藝家年獎2006我最喜愛電視男演員金獎」，該劇並成為2006年劇集最高收視的記錄。2007年，為了慶祝香港回歸十周年，央視與無綫電視合拍的《歲月風雲》於八齣央視黃金時段播出的劇集中登上全國收視第一的佳績，而由央視欽點林峯飾演的華振邦一角讓他勇奪「內地觀眾最喜愛TVB男藝人」獎項，其演技有目共睹，而他為劇集深情演繹的插曲《愛在記憶中找你》更是經典，他與佘詩曼所飾演的榮秀風這個「風邦」組合也因此成為許多人心中經典的情侶檔。
2008年，林峯憑《太極》的「段曉星」一角榮獲由專業人士評選的「第13屆亞洲電視大獎最佳戲劇男演員獎」，是首位獲得「亞洲視帝」殊榮的香港明星，也是香港歷史上最年輕的視帝。同年，他憑《溏心風暴之家好月圓》中真實平凡的角色管家仔而奪得「我最喜愛的電視男角色」，以及在新加坡的《星和無線電視大獎頒獎典禮2009》中獲得「我最愛TVB男藝人」和「我最愛TVB電視男角色」兩個獎項，並首度在新加坡稱帝。2009年，他亦憑此角色在《馬來西亞Astro華麗台電視劇大獎》中獲得「我的至愛角色」和「我的至愛男主角」兩個獎項，他兩度於馬來西亞稱帝，遺憾在萬千星輝頒獎典禮中卻失落視帝寶座。名副其實 無線親生仔
2009年，林峯憑「段曉星」一角獲得「美國紐約電影電視節2009最佳演繹角色組別優異獎」。2010年，他憑《談情說案》中飾演出身名門望族、聰穎理性、講邏輯、談吐舉止優雅如紳士的的天才物理學教授景博（Kingsley）在《萬千星輝頒獎典禮》中三度奪得「我最喜愛的電視男角色」，同時亦憑此角獲得新加坡、馬來西亞、香港三地的「最喜愛的電視男角色獎」。
2011年，林峯於《花花世界花家姐》中飾演不務正業的富二代，角色生動活潑可愛調皮很有突破，跟以往的截然不同。同年，他在《不速之約》中飾演一名自稱「魔鬼」的催眠師，該劇亦是林峯繼《流金歲月》後再次飾演反派；林峯從2011年起每年只在無綫電視拍一部電視劇，他開始把其演藝事業的重心從電視移至電影與音樂。
2012年，林峯在《雷霆掃毒》中首次演出警務人員及時裝動作劇，飾演不修邊幅，辦案方法不依常規、我行我素、但是非分明、重情重義、心思細密的韋世樂（Happy Sir），林峯在演譯感情戲的那種細膩、紮實的內心戲讓觀眾受落，其主唱的片尾曲《幼稚完》也備受追捧。電視城是磨練演員的地方，而能在電視城成功跑出的演員，實力和毅力必有保證，而2013年起，林峯和很多成功的演員一樣，拍電影成為林峯的下一個重要目標，因電影可以有很多變化的演出，讓演員有很大的發揮空間，他亦希望挑戰更多未曾演繹過的角色。
2013年，在第十屆《華鼎獎》的全球演藝名人滿意度調查中獲得「中國最佳電視劇男演員」，他首次奪得「華鼎獎視帝」，對於首次參與這個頒獎禮並奪得視帝的林峯直言感到開心，希望可以借這個機會活躍於中國市場。
2014年 ，辞演 爱情来的时候 Oscar 原定由林峯饰演 因不满末能与其它外地明星合作而辞演 后改由马国明饰演
2014年，林峯於《使徒行者》中跟佘詩曼第五度搭檔合作，兩人演出充滿默契，因二人於劇中的角色—爆Seed及釘姐而組成的「爆釘戀」使這對「黃金情侶」深受觀眾歡迎，角色被大讚演技立體有突破，遗憾的是因為劇集播出時林峯已離巢TVB，雖然演技大爆發但無論“爆seed”再怎麼亮眼也無緣獎項。
同年，林峯在古装歷史跟劇《衛子夫》飾演漢武帝，這個英明睿智、心繫天下的漢武帝劉徹，獲得了觀眾的點讚；此劇於浙江卫视、东方卫视、安徽卫视的黃金時段聯合播映，首播翌日便一躍奪得收視冠軍，它最終以1.3的收視率，市場份額佔3.67完美落幕，而該劇的網絡點擊率已超過了25億。

### 電視圈方面：離開無綫電視
至2014年7月底，同年約滿TVB後不再續約，結束其15年的合作關係、翌年後完成的文偉鴻新劇《使徒行者》為其在無線電視的告别作，他將未來主力用於發展電影及音樂。同年11月簽約英皇娛樂。

### 英皇時期：2014-2017年
2014年11月24日正式加盟英皇娛樂。

#### 電視方面
2015年初，林峯憑劇集《使徒行者》和《衛子夫》人氣急升，在第15屆《華鼎獎》全球演藝名人滿意度調查頒獎典禮中獲頒「中國最佳電視劇男演員」獎，第二度奪得「華鼎獎視帝」。

#### 音樂方面
林峯12歲赴上海跟隨著名女高音歌唱家朱逢博和著名男高音歌唱家施鴻鄂學習唱歌，兼學習舞蹈（芭蕾）和結他，亦曾向香港著名音樂家戴思聰拜師學藝。他在大學時期副修音樂，就讀廈門大學時曾參加《廈門大學十大歌手比賽》，以張學友的一曲《愛是永恆》獲校園十大歌手第一名。
雖然林峯成爲無綫藝員時也有參與演唱劇集主題曲，但他直到2007年才正式加入樂壇，而演出音樂劇是林峯於音樂上的終極理想，因為能夠集演、唱、跳於一身。
2006年林峯在世紀金曲演唱會上的精彩表演，而被英皇娛樂集團有限公司執行董事兼行政總裁吳雨慧眼相中，主動簽約林峯做歌手；2007年林峯正式加盟英皇娛樂為旗下歌手，是市場上少有不用太多宣傳也可以賣碟的歌手，但他並沒有滿足於自己的市場價值，並更加努力用心做好每張專輯。
2007年，林峯發表首張個人專輯《愛在記憶中找你》，三周內香港地區銷量達2.6萬張，亦為該年度唱片銷量最高的樂壇新人，而他加盟英皇的第一首歌《愛在記憶中找你》則是為劇集《歲月風雲》深情演繹的插曲更是經典，成為全亞洲詢問度最高的強勢單曲，創下市場許多項紀錄。除了在各大網站拿下熱門查詢榜的冠軍、手機鈴聲下載第1名之外，此曲派台不久便迅速在香港流傳，各大電台的排行成績亦高居不下，並橫掃樂壇多個獎項。林峯憑著亮眼的表現榮獲《新城勁爆頒獎禮》「新城勁爆新登場男歌手」、《十大勁歌金曲頒獎典禮》「最受歡迎男新人獎金獎」、《IFPI香港唱片銷量大獎》「最暢銷本地男新人、十大銷量廣東唱片」等獎項。
2008年，林峯的第二張個人專輯《Your Love》發行後，僅在一個月內已衝破了白金唱片銷量及《IFPI香港唱片銷量大獎》「十大銷量廣東唱片」。其主打歌為全城熱播的電視劇《溏心風暴之家好月圓》的片尾曲《愛不疚》，榮獲樂壇多個頒獎禮的金曲獎。另外碟內兩首快歌《Tonight》和《All about your love》可以聽到林峯另一種唱快歌的天分的聲音；而跟泳兒合唱了《明天以後》的國語和廣東話版，也沒有被這位新一代歌姬比下去，更獲得不少獎項，尤其是國語版的《明天以後》亦獲得《TVB8金曲榜頒獎典禮》「金曲獎」、《十大勁歌金曲頒獎典禮》「最受歡迎華語歌曲獎銅獎」。
2009年，林峯推出了第三張個人專輯《Let's Get Wet》，此專輯在3星期後已衝破了白金唱片銷量，收錄了其演唱會主題曲《Let's Get Wet》，其中主打歌之一《如果時間來到》獲得多個獎項，包括《TVB8金曲榜頒獎典禮》「全球觀眾最愛粵語歌曲獎」、《新城勁爆頒獎禮》「新城勁爆原創歌曲、新城勁爆卡拉OK歌曲」、《十大勁歌金曲頒獎典禮》「十大勁歌金曲獎」等。而2009年也是僅踏入樂壇兩年的林峯首個個人正式演唱會《峯·情無限Let's Get Wet演唱會2009》登陸紅磡香港體育館舉行，一連兩場的演唱會獲得票房大滿貫，盡顯不俗的現場唱功，博盡全場掌聲，絕對是他歌唱事業一個重要的里程碑，更首度奪得《十大勁歌金曲頒獎典禮》「亞太區最受歡迎香港男歌星」獎項，成為《十大勁歌金曲頒獎典禮》史上年資最短及最年輕的得主。
2010年，林峯的第四張個人專輯《Come 2 Me》發行，收錄了其演唱會主題曲《Come 2 Me》，此專輯在10日內已衝破了白金唱片銷量，並在紅磡香港體育館舉行四場《Come 2 Me Beauty Live on Stage 林峯演唱會2010》，其中以歌曲《我們很好》獲得《新城國語力頒獎禮》「新城國語力歌曲」及在《TVB8金曲榜頒獎典禮》中同時首奪「金曲金獎」和「最受歡迎男歌手」二個大獎，亦獲得《新城勁爆頒獎禮》「新城勁爆男歌手」、《第三十二屆十大中文金曲頒獎音樂會》「十大優秀流行歌手大獎」。
2011年，林峯發行其首張國語專輯《First 第一次》，一推出便在中、港報捷，銷量衝破白金數字，更於一個多月內達四白金銷量，《IFPI香港唱片銷量大獎》「十大銷量國語唱片」，其主打歌《讓我愛你一小時》更獲得多個獎項，包括《新城國語力頒獎禮》「新城國語力歌曲」、《TVB8金曲榜頒獎典禮》「金曲獎」、 《新城勁爆頒獎禮》「新城勁爆卡拉OK歌曲」、《十大勁歌金曲頒獎典禮》「最受歡迎華語歌曲銀獎」等。
林峯同年亦發行了第六張個人專輯《LF》，收錄了其演唱會主題曲《熱能放送》，並於紅磡香港體育館舉行了三場《Light Up My Live 林峯演唱會2011》，今年已是連續三年在紅磡香港體育館舉行個人演唱會；10月28日唱片公司為慶祝林峯推出的新專輯《LF》和《Light Up My Live演唱會DVD》取得四白金成績，舉行祝捷會為其慶功，此專輯亦為《IFPI香港唱片銷量大獎》「十大銷量廣東唱片」；而其中為其量身打造的主打歌《CHOK》獲得多個獎項，包括《十大勁歌金曲頒獎典禮》「金曲金獎」，為同年奪「亞太區最受歡迎香港男歌星」及「金曲金獎」的男歌手。不過對金曲金獎一事，卻引來廣大傳媒爭議，惹來民眾不滿。
2012年，林峯在蕭氏機構蕭老板的盛情邀請下，3月開啟了澳洲演唱會之旅的第一個里程碑——圓滿舉行《林峯「Light Up My Live」澳洲演唱會2012》。同年8月17日，林峯推出第六張廣東大碟《Self-Portrait》，C.Y.Kong、澤日生、馮翰銘、梁柏堅、林夕、林若寧等金牌的幕後班底讓專輯處處彌漫出新鮮感也帶來了應有的品質保證。五年來林峯已出了六張廣東大碟、一張國語碟和三張演唱會DVD，統計之下，十張碟在大中華地區總銷量已衝破一百萬張，林峯劈開一塊寫上「1000000」的冰雕，取其再破百萬關頭的意頭。新專輯《Self-Portrait》正式推出發行後銷量報捷，獲得雙白金的銷量成績。
同年12月9日，林峯獲香港唱片商會會長江國平先生頒發雙白金唱片；其主打歌粵語版《頑石》、國語版《頑石點頭》奪得多個獎項，包括《TVB8金曲榜頒獎典禮》「全球觀眾最愛粵語歌曲 - 《頑石》」、《TVB8金曲榜頒獎典禮》「金曲獎 - 《頑石點頭》」、《新城勁爆頒獎禮》「新城勁爆國語歌曲獎 - 《頑石點頭》、新城勁爆原創歌曲 - 《頑石》」、《十大勁歌金曲頒獎典禮》「最受歡迎華語歌曲獎銅獎 - （頑石點頭》」等，並首度奪得《十大勁歌金曲頒獎典禮》「最受歡迎男歌星大獎」，證明了其在樂壇的地位；也是獲齊大獎紀錄「最受歡迎男歌星」、「亞太區最受歡迎香港男歌星」、「金曲金獎」的歌手之一。亦於第三十五屆十大中文金曲頒獎音樂會第2度奪得「優秀流行歌手大獎」。
2013年1月，林峯推出第八張個人專輯《A Time 4 You》，亦是首張新曲加精選專輯，共收錄了由出道唱片《愛在記憶中找你》至《LF》共11首精選歌，林峯首次擔任監製並監製3首歌曲，亦收錄了入行以來於紅磡香港體育館的第四次個唱《A Time 4 You林峯演唱會2013》的主題曲《Nice》及電視劇《雷霆掃毒》片尾曲《幼稚完》。《A Time 4 You林峯演唱會2013》三場演唱會再度突破自我以「時間」為主題表逹速度與力量，在舞台上挑戰速度極限，為樂迷帶來一次勁舞連場的震撼級舞台體驗。
林峯透露完成這次個唱後，將暫別紅館演唱會的舞台兩年，認為自己在音樂和影視方面不能有出沒進，需要沉澱再重新吸收，也是時候去吸納多些新音樂，而這次的演唱會也是個總結，之後利用兩年時間充實自己，將來若再舉行演唱會時，必定有更多新元素帶給樂迷。同年，他與英皇娛樂結束了唱片合約。
2016年3月23日，林峯於重新加盟英皇娛樂後推出了的首張EP專輯《Trap》。林峯及後於同年4月29日-5月1日在紅磡香港體育館連續3天舉行其第五次個人售票演唱會《Heart Attack林峯演唱會》。
2017年，林峯舉行以廣州為首站的《Heart Attack》世界巡迴演唱會，並於同年9月23日圓滿結束。此次為自2014年後第一個香港地區外的演唱會。他於接受訪問時透露，為演唱會準備的三、四個月以來，林峯都只以蕃薯作代餐，務求以最佳狀態示人，為之後的世界巡迴演唱會作準備。
2019年，林峯在網絡劇集《PTU機動部隊》中首次飾演穿制服的PTU警員，那是自從電影《翡翠明珠》後，時隔八年與蔡卓妍再演情侶，林峯笑言「對到嘔」，透露PTU制服相當難穿。相隔五年再拍攝香港劇集的他也未有生疏，更表示不消幾天已全程投入。
2022年，林峯推出歌曲《幼稚未完》，該曲是林峯加盟華納後的第二首廣東歌，同時亦是網劇《黑金風暴》的主題曲及2012年作品《幼稚完》的延續。正因為該曲令林峯首次亮相ViuTV的《Chill Club》及相隔多年後再次亮相TVB的《勁歌金曲》，風頭一時無兩。除此之外，在5月8日奪得勁歌金榜的冠軍歌，是繼2013年的《Nice》後首支勁歌金榜冠軍歌，同時亦是首次以非無綫藝人身分奪得勁歌金榜冠軍歌。

#### 電影方面
2001年，林峯領銜主演導演麥兆輝的電影《別戀》，成為其首部拍攝的電影。
2010年，林峯相隔9年重返影壇，首部是跟蔡卓妍、容祖兒合作的《翡翠明珠》，其後是與楊千嬅領銜合作的《抱抱俏佳人》（內地劇名為《完美嫁衣》），電影以2,000萬票房創下了小成本電影高票房的奇跡。
2011年，林峯的實力和人氣被香港著名電影人崔寶珠和程小東看中，獲邀在巨力影視的首部商業大片《白蛇傳說》中出演男主角許仙，該片于國慶檔火熱上映，最終以2.2億票房成為內地電影國慶檔冠軍，成為2011年第四部突破2億票房的國產電影，海外版權收1.3億，而林峯所飾演的角色顛覆傳統被評價為最MAN最帥的許仙，該片導演程小東受訪時表示，好多人有興趣知道為何要找林峯演許仙，一來看中他在內地及東南亞人氣高、二來演技好、三來許仙也像現在的年輕人，為了愛情甚麼都不顧，這和觀眾拉近了距離，容易有共鳴。
2012年，林峯首次拍攝喜劇電影，演出由谷德昭執導的都市時尚愛情喜劇電影《男人如衣服》，飾演沒機心、樂觀的攝影師 Lucky Owen，雖然這非林峯首次拍攝電影，但這部喜劇讓他看到了挑戰，覺得電影對他來說太廣闊了，可以給予自己滿足感，因為電影演出可以有很多變化，演員有很大的發揮空間；谷德昭曾擔心林峯的「CHOK」令他喜感不足，但經過磨合後，其演出得到谷德昭大讚無懼偶像包袱演活喜劇角色，並得到同劇演員毛舜筠 、鄭中基的肯定。
2013年，林峯於于仁泰、黃百鳴為製作班底的投資上億的商業大片《忠烈楊家將》中扮演精通醫術、不喜歡戰爭與殺戮的楊五郎，他的兵器是沒有刃的鐧和盾，該片獲第15屆《意大利烏甸尼斯遠東電影節》選為閉幕電影。

### 天高娛樂時期：2017年至今
2017年12月，林峯與英皇娛樂約滿後不再續約，自組工作室。他在受訪時表示近年在內地發展理想，眼見王祖藍離開英皇後風生水起，加上藝人自立門戶已成大趨勢，藝人自己可以擁有百分百話事權，更避免分佣，他亦找了跟他合作無間的音樂人鄧智偉做拍檔，未來更有意簽藝人，發掘新人歌手，但其實背後老闆是古天樂。
在加盟古天樂公司後，除計劃在明年入行20年的他於紅館舉行演唱會外；離開無綫娘家五年的他 
於2020年簽約華納唱片。
2021年，林峯於在內地電視劇《星辰大海》飾演方恆之/林恆之。
他於2022年參加歌影视人气综艺节目《披荆斩棘的哥哥》 第二季。所以，他辞演由郭富城及任达华等主演的英皇娱乐 内幕 (电影)。林峯表示已跟無綫電視没约，他以歌手身分亮相劲歌金曲。他稱有一种回娘家的感觉，跟無綫電視暂时还没收到影视上合作的通知，盼望將來再有机会合作，若果有空會重返無綫電視。
林峯於同年參演韋家輝執導的《神探大戰》，由劉青雲和蔡卓妍等主演，在片中林峯飾演方禮信（O記總督察），同時推出全新廣東單曲 「樓下有人」。
2024年1月舉行的《 萬千星輝頒獎典禮2023》，林峯以神秘頒獎嘉賓身分頒發最佳女主角。同時推出全新廣東單曲《無傷大雅》。同年5月，他主演的電影《九龍城寨之圍城》獲得一致好評，而他的演出亦被稱讚，有別於電視劇固有的形象，而此片更令他的人氣再度急升。他更憑此片入圍第43屆香港電影金像獎最佳男主角。
2024年的萬千星輝賀台慶，林峯作為特別嘉賓壓軸出場。
2025年5月，林峯於紅館舉行一連7場GO WITH THE FLOW 林峯演唱會，是他9年後再度於香港舉行演唱會，7場全部爆滿。

## 感情生活
李彩華：2016年，香港女星李彩華接受節目《往事．並不如煙之情書》訪問時，承認2001年時跟林峯的戀情，兩人因拍攝電影《別戀》而相識，惟二人關係只維持了半年，其後隨着林峯轉戰內地發展事業，兩人的感情便不了了之。
潘霜霜：2010年，林峰拍摄电影《翡翠明珠》，与同戏的潘霜霜相恋相识。2011年3月16日，香港《壹周刊》封面首次刊登林峰与潘霜霜的亲密照 ，随后潘霜霜经纪公司向网媒体承认两人确实曾有过一段恋情，但已分手。
吳千語：2012年5月，林峯參演黄百鳴投資的電影《男人如衣服》，結識了同劇組，當時只有18歲的香港女星吳千語。2013年2月6日，錄製TVB音樂節目《勁歌金曲》時林峯大方承認與吳千語的戀愛關係。2017年9月7日，林峯承認與吳千語同居。2018年1月，雙方承認已有數月沒見面。3月19日，林峯出席《英皇電影2018巡禮》時親認與已經吳千語和平分手一段時間。
張馨月：2018年3月，林峯被拍到與只有28歲的內地模特兒張馨月同游香港海洋公園，二人戀情曝光。同年7月，二人再次被拍到於銅鑼灣逛街。9月，林峯到內地出席張馨月弟弟的婚禮，二人戀情坐實。2019年10月，香港傳媒曝光林峯以本名林逸峰和張馨月擬結婚通知書，林峯回覆「謝謝大家祝福」，林峯經紀人承認林峯已經入紙結婚。2020年，誕下一名女兒Luna。

## 演出作品

### 電視劇（無綫電視）
| 年份   | 劇集               | 角色                | 備註 |
| ------ | ------------------ | ------------------- | --- |
| 1999年 | 真情               | 侍應生              | |
| 1999年 | 吾係差人           | 總裁助理            | 台灣片名為《兼職警察》 |
| 1999年 | 創世紀             | 運動員、獄警        | |
| 1999年 | 茶是故鄉濃         | 泡茶員              | |
| 1999年 | 狀王宋世傑2        | 告狀人              | |
| 1999年 | 命轉情真           | 司機                | |
| 2000年 | 碧血劍             | 黑衣人              | CCTV與TVB合拍劇 |
| 2000年 | 醫神華佗           | 小將軍              | |
| 2001年 | 廉政追擊           | 阿新                | 單元角色之一 |
| 2001年 | 美味情緣           | 江上遊              | 首次擔任戲份較重的角色（第三男主角） |
| 2001年 | 尋秦記             | 趙 盤／嬴 政        | 2001年台慶劇 入圍《2001年度萬千星輝賀台慶》本年度我最喜愛的男主角 入圍《2001年度萬千星輝賀台慶》本年度我最喜愛的拍檔（戲劇組） 入圍《明報年度最佳男演員》電視組 榮獲《壹週刊》最有前途新人獎 榮獲《三週刊》飛躍男藝人獎 |
| 2002年 | 再生緣             | 皇甫少華            | 首次擔任第一男主角 入圍《2002年度萬千星輝賀台慶》飛躍進步男藝人 入圍《2002年度萬千星輝賀台慶》本年度我最喜愛的拍檔 入圍《2002年度萬千星輝賀台慶》最佳男主角（最後五強） 獨唱片尾曲《記得忘記》 |
| 2002年 | 流金歲月           | 丁善行（Oscar）     | 2002年台慶劇 入圍《2002年度萬千星輝賀台慶》飛躍進步男藝人 |
| 2002年 | 雲海玉弓緣         | 金世遺              | 入圍《2003年度萬千星輝賀台慶》最佳男主角 入圍《2003年度萬千星輝賀台慶》本年度我最喜愛的拍檔 獨唱主題曲《真愛難共》 |
| 2003年 | 律政新人王         | 樂 斌（Ben）        | 榮獲《2003年度萬千星輝賀台慶》飛躍進步男藝人 榮獲《Astro華麗台電視劇大獎2004》我的至愛主題曲 入圍《Astro華麗台電視劇大獎2004》我的至愛角色 入圍《2003年度萬千星輝賀台慶》最佳男主角 入圍《2003年度萬千星輝賀台慶》本年度我最喜愛的拍檔 壹週刊十大電視劇第二名 獨唱主題曲《忘記傷害》 |
| 2004年 | 血薦軒轅           | 孟 磊               | 入圍《2004年度萬千星輝賀台慶》最佳男主角 入圍《2004年度萬千星輝賀台慶》本年度我最喜愛的拍檔 |
| 2004年 | 大唐雙龍傳         | 寇 仲               | 榮獲《2004年度萬千星輝賀台慶》我最喜愛電視角色 榮獲《Astro華麗台電視劇大獎2005》我的至愛男主角（大馬視帝） 榮獲《Astro華麗台電視劇大獎2005》我的至愛角色 入圍《Astro華麗台電視劇大獎2005》我的至愛主題曲 入圍《2004年度萬千星輝賀台慶》最佳男主角 入圍《2004年度萬千星輝賀台慶》本年度我最喜愛的拍檔 獨唱主題曲《雙子龍》 |
| 2004年 | 天涯俠醫           | 齊百恆（Ken）       | 榮獲《Astro華麗台電視劇大獎2004》我的至愛主題曲 入圍《Astro華麗台電視劇大獎2004》我的至愛情侶檔 入圍《2004年度萬千星輝賀台慶》最佳男主角 獨唱主題曲《心呼吸》 |
| 2005年 | Yummy Yummy        | 游學澧（鵝少）      | 榮獲《Astro華麗台電視劇大獎2005》我的至愛角色 入圍《Astro華麗台電視劇大獎2005》我的至愛主題曲 入圍《2005年度萬千星輝賀台慶》最佳男主角 合唱主題曲《與朋友共》 |
| 2006年 | 覆雨翻雲           | 風行烈              | 榮獲《2011南方影視盛典》年度最受歡迎港臺男演員 獨唱主題曲《出鞘》 獨唱插曲《領會》 |
| 2006年 | 女人唔易做         | 齊 寬               | 榮獲《Astro華麗台電視劇大獎2007》我的至愛角色 入圍《萬千星輝頒獎典禮2006》最佳男主角（最後五強） 入圍《萬千星輝頒獎典禮2006》我最喜愛的電視男角色（最後五強） 入圍《Astro華麗台電視劇大獎2007》我的至愛男主角（最後五強） 全年收視第一位 |
| 2006年 | 布衣神相           | 賴藥兒              | 海外首播劇集 獨唱主題曲《披荊斬棘》 |
| 2007年 | 溏心風暴           | 程 亮（Alfred）     | 榮獲《Astro華麗台電視劇大獎2007》我的至愛情侶 入圍《萬千星輝頒獎典禮2007》最喜愛電視男角色（最後五強） 全年收視第一位 合唱插曲《心領》 |
| 2007年 | 歲月風雲           | 華振邦              | 榮獲《Astro華麗台電視劇大獎2008》我的至愛角色 榮獲《Astro華麗台電視劇大獎2007》我最難忘的一吻（與佘詩曼） 榮獲《騰訊網星光大典頒獎禮2007》香港年度最受歡迎電視劇男演員 榮獲《2007年萬千星輝頒獎典禮》TVB內地觀眾最喜愛TVB男藝人 入圍《萬千星輝頒獎典禮2007》最佳男主角（最後五強） 入圍《Astro華麗台電視劇大獎2008》我的至愛男主角（最後五強） 獨唱插曲《愛在記憶中找你》                                                                                   |
| 2008年 | 太極               | 段曉星              | 榮獲第13屆《亞洲電視大獎》最佳戲劇男演員獎 榮獲《紐約電影電視節》最佳演繹角色組別優異獎 獨唱片尾曲《浮生若水》 |
| 2008年 | 溏心風暴之家好月圓 | 甘永好（管家仔）    | 榮獲《萬千星輝頒獎典禮2008》最喜愛電視男角色 榮獲《Astro華麗台電視劇大獎2008》我的至愛男主角（大馬視帝） 榮獲《Astro華麗台電視劇大獎2008》我的至愛角色 榮獲《星和無綫電視大獎2010》我最愛TVB男藝人（新加坡視帝） 榮獲《星和無綫電視大獎2010》我最愛TVB電視男角色 入圍《萬千星輝頒獎典禮2008》最佳男主角（最後五強） 全年收視第一位 史上最高收視點（50點）的劇集 獨唱插曲《愛不疚》                                                                          |
| 2008年 | 少年四大名捕       | 成崖餘／無 情       | 榮獲《Astro華麗台電視劇大獎2009》我的至愛主題曲 合唱主題曲《風暴》 |
| 2010年 | 談情說案           | 景 博（Kingsley）   | 榮獲《萬千星輝頒獎典禮2010》最喜愛電視男角色 榮獲《星和無綫電視大獎2011》我最愛TVB電視男角色 榮獲《MY AOD我的最愛頒獎典禮2010》我的最愛電視角色 入圍《萬千星輝頒獎典禮2010》最佳男主角（最後五強） 入圍《星和無綫電視大獎2011》我最愛TVB電視男主角 全年收視第三位 獨唱主題曲《直到你不找我》 |
| 2010年 | 摘星之旅           | 海 星（Hanson）     | 榮獲《星和無綫電視大獎2011》我最愛TVB主題曲 獨唱主題曲《所謂理想》 獨唱片尾曲《我們很好》 入圍《MY AOD我的最愛頒獎典禮2010》我的最愛電視男主角 |
| 2011年 | 花花世界花家姐     | 蔣 奕（Hugo）       | 獨唱主題曲《Light up my life》 |
| 2011年 | 不速之約           | 邰 風（Typhoon）    | 榮獲《MY AOD我的最愛頒獎典禮2011》我的最愛電視角色 入圍《萬千星輝頒獎典禮2011》最佳男主角 入圍《MY AOD我的最愛頒獎典禮2011》我的最愛電視男主角（最後五強） 入圍《MY AOD我的最愛頒獎典禮2011》我的至愛主題曲 獨唱主題曲《試煉》 |
| 2012年 | 回到三國           | 諸葛亮（臥龍先生）  | 獨唱主題曲《等你回來》 |
| 2012年 | 雷霆掃毒           | 韋世樂（Happy Sir） | 榮獲《MY AOD我的最愛頒獎典禮2012》我的最愛電視角色 榮獲《MY AOD我的最愛頒獎典禮2012》我的最愛電視歌曲 榮獲《星和無綫電視大獎2013》我最愛TVB電視男角色 入圍《萬千星輝頒獎典禮2012》最佳男主角（最後五強） 入圍《萬千星輝頒獎典禮2012》最喜愛電視男角色 入圍《MY AOD我的最愛頒獎典禮2012》我的最愛電視男主角（最後五強） 獨唱片尾曲《幼稚完》 |
| 2014年 | 使徒行者           | 薛家強（爆seed）    | 合約結束前最後一部參與拍攝的無綫電視劇集 榮獲《第十五屆華鼎獎》中國最佳電視劇男演員 榮獲《TVB 马来西亚星光荟萃颁奖典礼2014》最喜爱TVB电视角色 榮獲《微博之星2014微博影響力十大頒獎禮》「微博給力螢幕情侶」（與佘詩曼） 入圍《TVB 马来西亚星光荟萃颁奖典礼2014》最喜愛TVB男主角（最後三強） 入圍《萬千星輝頒獎典禮2014》最佳男主角（最後五強） 入圍《星和無綫電視大獎2014》我最愛TVB電視男角色 入圍《萬千星輝頒獎典禮2014》最受歡迎電視男角色 全年收視第一位 |
| 2020年 | 使徒行者3          | 薛家強（爆seed）    | 以自由身重返無綫電視的首部劇集 無線電視53週年台慶劇 獨唱主題曲《無人問我》 與HANA菊梓喬合唱插曲《低谷天堂》 入圍《萬千星輝頒獎典禮2020》最佳男主角（最後五強） 入圍《萬千星輝頒獎典禮2020》最受歡迎電視男角色 入圍《萬千星輝頒獎典禮2020》馬來西亞最喜愛TVB男主角（最後五強） |

### 综艺节目
| 年份   | 节目                     | 参演   |
| ------ | ------------------------ | ------ |
| 2019年 | Star Talk 娛乐新闻台     |        |
| 2019年 | 奔跑吧第三季             |        |
| 2020年 | Star Talk 娱乐新闻台     |        |
| 2021年 | 妻子的浪漫旅行5          | 張馨月 |
| 2022年 | 披荆斩棘的哥哥 第二季    |        |
| 2022年 | Chill Club               |        |
| 2022年 | 勁歌金曲                 |        |
| 2022年 | 無限超越班               |        |
| 2023年 | 我們的客棧               | 佘詩曼 |
| 2023年 | 追星星的人               |        |
| 2024年 | 萬千星輝頒獎典禮2023     |        |
| 2024年 | StarTalk 娛樂新聞台      |        |
| 2024年 | Chill Club               |        |
| 2024年 | 勁歌金榜 無傷大雅        |        |
| 2024年 | 第九屆全港運動會開幕典禮 |        |
| 2024年 | 周六食花生               |        |
| 2024年 | Star Talk 娛樂新聞台     |        |
| 2024年 | 萬千星輝賀台慶           |        |
| 2024年 | 才華橫溢出新秀           |        |
| 2024年 | Mayanne小喇叭            |        |

### 電視劇（其他）
| 年份   | 頻道                         | 劇集             | 角色           | 備註 |
| ------ | ---------------------------- | ---------------- | -------------- | --- |
| 2007年 | 華視                         | 愛情新呼吸       | 徐 凱          | |
| 2013年 | 山東影视频道                 | 紫釵奇緣         | 納蘭東         | 林峯原聲配音粵語版 獨唱國語版主題曲《不負如來不負卿》 獨唱粵語版主題曲《也無風雨也無月》 2013年TVB外購海外發行版權劇集                                                                             |
| 2013年 | 重慶北碚綜合頻道             | 廣告風雲         | 龍天爵         | 獨唱國語版片尾曲《似是而非》 |
| 2014年 | 浙江衛視 安徽衛視 東方衛視   | 衛子夫           | 漢武帝         | 華策影視與香港nowTV合拍劇 中國首例中英文雙語版電視劇 《第十五屆華鼎獎》中國最佳電視劇男演員 《第九屆中國電視觀眾節》觀眾最喜愛的十大電視演員 獨唱國語版主題曲《江山背後》 獨唱國語版片尾曲《守衛》 |
| 2015年 | 深圳衛視                     | 陸小鳳與花滿樓   | 陸小鳳         | 獨唱國語版主題曲《心有靈犀》 全球首部3D電視版武俠鉅製 |
| 2016年 | 騰訊視頻 黑龍江衛視 廣西衛視 | 六扇門           | 申力行         | 獨唱國語版片尾曲《我不再相信》 |
| 2017年 | 騰訊視頻                     | 獨步天下         | 皇太極         | 網絡劇 |
| 2019年 | 優酷 Now華劇台 HOY TV        | PTU機動部隊      | 高家聲         | 網絡劇 獨唱片尾曲《All We Need Is Time》及插曲《Close2U》 |
| 2021年 | 湖南衛視                     | 星辰大海         | 方恒之／林恒之 | 獨唱插曲《望》 |
| 2021年 | 東方衛視                     | 也平凡           | 季 平          | 於2018年殺青 |
| 2022年 | 優酷 香港開電視              | 黑金風暴         | 韋景聲         | 獨唱主題曲《幼稚未完》 與連詩雅合唱片尾曲《本應》 |
| 2023年 | 優酷                         | 凌雲志           | 磐石           | |
| 2024年 | 優酷 無線電視                | 家族榮耀之繼承者 | 高浚           | 與佘詩曼、羅嘉良、羅子溢主演 獨唱主題曲《愛在三千的宇宙》 獨唱插曲《遺憾美》 |

### 電影
| 年份     | 電影名稱 （導演）                  | 角色                 | 同片主要演員                                      | 備註 |
| -------- | ---------------------------------- | -------------------- | ------------------------------------------------- | --- |
| 2001年   | 別戀（麥兆輝）                     | 郭正男（Rick）       | 李彩樺、張達明                                    | 獨唱插曲《如果在這裡》                                                                                        |
| 2010年   | 72家租客（曾志偉、葉念琛、鍾澍佳） | 石 堅（青年）        | 曾志偉、張學友、袁詠儀、王祖藍、鍾嘉欣            | 客串 |
| 2010年   | 翡翠明珠（秦小珍）                 | 程 騫                | 蔡卓妍、容祖兒                                    | 與蔡卓妍合唱主題曲《一直都在》 電影監製：吳 雨                                                                |
| 2010年   | 抱抱俏佳人（黃真真）               | 凌裕風               | 楊千嬅、周秀娜                                    | 與楊千嬅合唱粵語版主題曲《初見》 與楊千嬅合唱國語版主題曲《未完的歌》 中國片名為《完美嫁衣》 電影監製：鄭丹瑞 |
| 2011年   | 白蛇傳說（程小東）                 | 許 仙                | 李連杰、黃聖依、蔡卓妍、文 章                     | 林峯原聲配音國粵語兩個版本 與黃聖依合唱主題曲《許諾》 監製：崔寶珠                                            |
| 2012年   | 男人如衣服（谷德昭）               | Owen                 | 黃百鳴、熊黛林、海 清、毛舜筠、鄭中基、吳千語     | 林峯原聲配音國粵語兩版本 獨唱粵語版插曲《頑石》 獨唱國語版插曲《頑石點頭》 監製：黃百鳴                       |
| 2013年   | 忠烈楊家將（于仁泰）               | 楊五郎／楊延德       | 鄭少秋、鄭伊健、 波、周渝民、李 晨、吳 尊、付辛博 | 林峯原聲配音國粵語兩版本 監製：黃百鳴                                                                         |
| 2013年   | 不二神探（王子鳴）                 | 高敏 Gao Min（客串） | 李連杰、文 章                                     | 監製：崔寶珠 動作喜劇電影                                                                                     |
| 2013年   | 詭嬰（Baby Blues）（梁普智）       | 葉 浩                | 盛 君、吳千語、徐子珊、 波、盧海鵬、溫碧霞        | 3D驚悚電影 中國片名為《詭嬰吉咪》                                                                             |
| 2014年   | 六福喜事（谷德昭）                 | 周一穫               | 黃百鳴、曾志偉、吳君如                            | 客串 監製：黃百鳴                                                                                             |
| 2019年   | P風暴（林德祿）                    | 曹元元               | 古天樂、鄭嘉穎、林家棟、周秀娜、夏嫣              | 中國片名為《反貪風暴4》 監製：黃百鳴                                                                          |
| 2022年   | 倚天屠龍記之九陽神功（王晶）       | 張無忌               | 文詠珊                                            | 網絡首播 |
| 2022年   | 倚天屠龍記之聖火雄風（王晶）       | 張無忌               | 文詠珊                                            | 網絡首播 |
| 2022年   | 神探大戰（韋家輝）                 | 方禮信               | 劉青雲、蔡卓妍、陳家樂、湯怡                      | |
| 2024年   | 九龍城寨之圍城（鄭保瑞）           | 陳洛軍               | 古天樂、洪金寶、任賢齊                            | 入圍《第43屆香港電影金像獎》最佳男主角                                                                        |
| 即將播出 | 尋秦記（吳炫輝、黎震龍）           | 嬴 政                | 古天樂、宣 萱、郭羨妮、滕麗名、鄭雪兒             | |
| 即將播出 | 阿麥從軍（張之亮）                 | （不詳）             | 黃曉明、張天愛                                    | |
| 即將播出 | 守闕者                             |                      |                                                   | |
| 拍攝中   | 面試特攻隊                         |                      | 余香凝、苑瓊丹、王敏奕、梁雍婷                    | |

### 微電影
| 年份   | 電影名稱（導演） | 角色         | 同片主要演員                           | 備註 |
| ------ | ---------------- | ------------ | -------------------------------------- | --- |
| 2012年 | 愛在魅來1分鐘    | 子進         | 編劇：鄧潔明 導演：錢國偉 監製：樂易玲 | 獨唱主題曲《同林》 內容講述一段穿越時空的愛情 於Yahoo網站獨家首發成為2012年最高瀏覽量的微電影。                           |
| 2012年 | 愛‧無滋          | 醫生（客串） |                                        | 此為由香港電台和紅絲帶中心合作的「全球同抗愛滋病運動」微電影 響應12/1「世界愛滋病日」以推廣社會大眾關懷愛滋病患者的資訊。 |

### 配音
| 年份   | 電影                     | 聲演角色 |
| 2008年 | 風雲決                   | 步驚雲   |
| 2009年 | 喜羊羊與灰太狼之牛氣衝天 | 喜羊羊   |

### 廣播劇
| 年份   | 頻道     | 廣播劇 - 聲演角色                        |
| 2009年 | 新城電台 | 《情情塔塔》- 阿火                       |
| 2009年 | 商業電台 | 《最好的時光》- 余傲芝同事（客串第54集） |

### 節目主持
1999年
- 旅遊特輯《永安旅遊話你知：點解泰國咁好玩》
- TVB8《八通娛樂界》國語主持／外景記者（1999－2000年）

2000年
- 旅遊特輯《永安旅遊話你知：點解廣東咁好玩》
- 歷險系列《勇闖恐龍島》
- 《宜家傢俬特約：宜室宜居由你創》

2001年
- 《兒歌金曲頒獎禮》

2003年
- 《秦皇英雄傳》

2007年
- 情景劇《六福K-gold - 我的代言我的故事》

## 音樂作品

### 派台歌曲成績
| 派台歌曲成績（四台）      | 派台歌曲成績（四台）         | 派台歌曲成績（四台） | 派台歌曲成績（四台） | 派台歌曲成績（四台） | 派台歌曲成績（四台） | 派台歌曲成績（四台）                                                                             | 派台歌曲成績（四台） |      |
| ------------------------- | ---------------------------- | -------------------- | -------------------- | -------------------- | -------------------- | ------------------------------------------------------------------------------------------------ | --- | ---- |
| 唱片                      | 歌曲                         | 903                  | RTHK                 | 997                  | TVB                  | 備註                                                                                             | 備註 |      |
| 2005年                    |                              |                      |                      |                      |                      |                                                                                                  | |      |
| 男人魅                    | 領會                         | ×                    | ×                    | ×                    | 3                    | 首支派台歌 無綫電視劇《覆雨翻雲》片尾曲                                                          | 首支派台歌 無綫電視劇《覆雨翻雲》片尾曲 |      |
| 2007年                    |                              |                      |                      |                      |                      |                                                                                                  | |      |
| 愛在記憶中找你            | 愛在記憶中找你               | -                    | -                    | -                    | 1                    | 首支冠軍歌 無綫電視劇《歲月風雲》插曲                                                            | 首支冠軍歌 無綫電視劇《歲月風雲》插曲 |      |
| 愛在記憶中找你            | 赤地轉機                     | -                    | 1                    | 4                    | 1                    | 首支兩台冠軍歌                                                                                   | 首支兩台冠軍歌 |      |
| 2008年                    |                              |                      |                      |                      |                      |                                                                                                  | |      |
|                           | 心火相傳                     | ×                    | 1                    | ×                    | ×                    | 與謝安琪、吳雨霏、方大同、農夫合唱 香港電台《太陽計劃2008》主題曲                                | 與謝安琪、吳雨霏、方大同、農夫合唱 香港電台《太陽計劃2008》主題曲                                                                                      |      |
| Your Love                 | 愛不疚                       | -                    | 3                    | 3                    | 1                    | 無綫電視劇《溏心風暴之家好月圓》插曲                                                             | 無綫電視劇《溏心風暴之家好月圓》插曲 |      |
| Your Love                 | 愛人與海                     | -                    | -                    | -                    | 5                    |                                                                                                  | |      |
| Your Love                 | 明天以後（國）               | ×                    | ×                    | ×                    | -                    | 與泳兒合唱 TVB8：2                                                                               | 與泳兒合唱 TVB8：2 |      |
| 2009年                    |                              |                      |                      |                      |                      |                                                                                                  | |      |
| Let's Get Wet             | 值得流淚                     | -                    | 10                   | -                    | 3                    | 無綫外購劇《包青天》主題曲                                                                       | 無綫外購劇《包青天》主題曲 |      |
| Let's Get Wet             | 如果時間來到                 | -                    | 1                    | 3                    | 1                    | 兩台冠軍歌                                                                                       | 兩台冠軍歌 |      |
| Let's Get Wet             | Let's Get Wet                | 6                    | 1                    | 4                    | 2                    | 「峯．情無限Let's Get Wet演唱會」主題曲                                                          | 「峯．情無限Let's Get Wet演唱會」主題曲 |      |
| 2010年                    |                              |                      |                      |                      |                      |                                                                                                  | |      |
| Come 2 Me                 | 我們很好                     | -                    | -                    | 2                    | 1                    | 無綫電視劇《摘星之旅》片尾曲                                                                     | 無綫電視劇《摘星之旅》片尾曲 |      |
| Come 2 Me                 | 直到你不找我                 | -                    | 17                   | -                    | 1                    | 無綫電視劇《談情說案》主題曲                                                                     | 無綫電視劇《談情說案》主題曲 |      |
| Come 2 Me                 | Come 2 Me                    | -                    | 4                    | 2                    | 2                    | 「Come 2 Me Beauty Live On Stage演唱會」主題曲                                                   | 「Come 2 Me Beauty Live On Stage演唱會」主題曲 |      |
| Come 2 Me                 | 一直都在                     | -                    | -                    | -                    | 2                    | 電影《翡翠明珠》主題曲 與蔡卓妍合唱                                                              | 電影《翡翠明珠》主題曲 與蔡卓妍合唱 |      |
| Home                      | 初見                         | -                    | -                    | -                    | 2                    | 電影《抱抱俏佳人》主題曲 與楊千嬅合唱                                                            | 電影《抱抱俏佳人》主題曲 與楊千嬅合唱 |      |
| 2011年                    |                              |                      |                      |                      |                      |                                                                                                  | |      |
| First 第一次              | 讓我愛你一小時（國）         | -                    | 13                   | 4                    | 2                    | TVB8：1 新城國語力：1                                                                            | TVB8：1 新城國語力：1 |      |
| First 第一次              | 我們很好（國）               | -                    | -                    | -                    | -                    | TVB8：1 新城國語力：1                                                                            | TVB8：1 新城國語力：1 |      |
| LF                        | 熱能放送                     | -                    | 7                    | 1                    | 1                    | 兩台冠軍歌 Light Up My Live演唱會主題曲                                                          | 兩台冠軍歌 Light Up My Live演唱會主題曲 |      |
| LF                        | Light Up My Life             | -                    | -                    | -                    | 1                    | 無綫電視劇《花花世界花家姐》主題曲                                                               | 無綫電視劇《花花世界花家姐》主題曲 |      |
| LF                        | Chok                         | -                    | 12                   | -                    | 1                    |                                                                                                  | |      |
| LF                        | 試煉                         | -                    | -                    | -                    | -                    | 無綫電視劇《不速之約》主題曲                                                                     | 無綫電視劇《不速之約》主題曲 |      |
| 2012年                    |                              |                      |                      |                      |                      |                                                                                                  | |      |
| Self-Portrait             | 頑石                         | -                    | 3                    | 1                    | 1                    | 兩台冠軍歌                                                                                       | 兩台冠軍歌 |      |
| Self-Portrait             | 頑石點頭（國）               | -                    | -                    | -                    | -                    | TVB8： 1 新城國语力： 1 電影《男人如衣服》插曲                                                   | TVB8： 1 新城國语力： 1 電影《男人如衣服》插曲 |      |
| Self-Portrait             | Because Of You               | -                    | -                    | 4                    | 5                    |                                                                                                  | |      |
| A Time 4 You              | 等你回來                     | -                    | -                    | -                    | -                    | 無綫電視劇《回到三國》主題曲                                                                     | 無綫電視劇《回到三國》主題曲 |      |
| A Time 4 You              | 幼稚完                       | -                    | -                    | -                    | 3                    | 無綫電視劇《雷霆掃毒》片尾曲                                                                     | 無綫電視劇《雷霆掃毒》片尾曲 |      |
| A Time 4 You              | 同林                         | 5                    | -                    | -                    | 1                    | 微電影《愛在魅來1分鐘》主題曲                                                                    | 微電影《愛在魅來1分鐘》主題曲 |      |
| 2013年                    |                              |                      |                      |                      |                      |                                                                                                  | |      |
| A Time 4 You              | Nice                         | -                    | 3                    | 1                    | 1                    | 兩台冠軍歌 A Time 4 You 演唱會主題曲                                                             | 兩台冠軍歌 A Time 4 You 演唱會主題曲 |      |
|                           | On My Way                    | -                    | -                    | -                    | -                    | 無綫電視劇《衝上雲霄II》片尾曲                                                                   | 無綫電視劇《衝上雲霄II》片尾曲 |      |
| 2014年                    |                              |                      |                      |                      |                      |                                                                                                  | |      |
|                           | We Are The Only One          | ×                    | ×                    | ×                    | 1                    | 《2014 FIFA巴西世界盃》TVB主題曲 與TVB群星合唱                                                   | 《2014 FIFA巴西世界盃》TVB主題曲 與TVB群星合唱 |      |
| 2015年                    |                              |                      |                      |                      |                      |                                                                                                  | |      |
| 英皇15周年 和華麗有約     | 和華麗有約                   | -                    | -                    | -                    | 5                    | 與英皇群星合唱                                                                                   | 與英皇群星合唱 |      |
| 英皇15周年 和華麗有約     | 和華麗有約（國）             | -                    | -                    | -                    | -                    | 與英皇群星合唱                                                                                   | 與英皇群星合唱 |      |
| Trap                      | Heart Attack                 | 2                    | 1                    | 1                    | -                    | 兩台冠軍歌 Heart Attack林峯演唱會主題曲                                                          | 兩台冠軍歌 Heart Attack林峯演唱會主題曲 |      |
| 2016年                    |                              |                      |                      |                      |                      |                                                                                                  | |      |
| Trap                      | Show Me                      | 1                    | 17                   | -                    | -                    |                                                                                                  | |      |
| Trap                      | 當愛靠近（國）               | -                    | -                    | 1                    | -                    |                                                                                                  | |      |
| 愛∙回憶108 新曲+精選 2020 | 旁觀者悲                     | -                    | -                    | 5                    | -                    |                                                                                                  | |      |
| 愛∙回憶108 新曲+精選 2020 | The Feelin'（國）            | -                    | -                    | -                    | -                    |                                                                                                  | |      |
| 愛∙回憶108 新曲+精選 2020 | 完美這一天                   | -                    | 15                   | -                    | -                    | 電影《決戰食神》主題曲 與謝霆鋒、古巨基、容祖兒、李克勤、陳偉霆、Twins合唱 全球華語歌曲排行榜：6 | 電影《決戰食神》主題曲 與謝霆鋒、古巨基、容祖兒、李克勤、陳偉霆、Twins合唱 全球華語歌曲排行榜：6                                                       |      |
|                           | 團圓飯（國）                 | -                    | -                    | -                    | -                    | 《完美這一天》國語版 電影《決戰食神》主題曲 與謝霆鋒、古巨基、容祖兒、李克勤、陳偉霆、Twins合唱  | 《完美這一天》國語版 電影《決戰食神》主題曲 與謝霆鋒、古巨基、容祖兒、李克勤、陳偉霆、Twins合唱                                                        |      |
| 2018年                    |                              |                      |                      |                      |                      |                                                                                                  | |      |
|                           | Reunion                      | -                    | -                    | -                    | -                    | 無綫電視劇《飛虎之潛行極戰》主題曲 與歐陽靖合唱 加拿大至 HIT 中文歌曲排行榜: 1                   | 無綫電視劇《飛虎之潛行極戰》主題曲 與歐陽靖合唱 加拿大至 HIT 中文歌曲排行榜: 1                                                                         |      |
| 派台歌曲成績（五台）      |                              |                      |                      |                      |                      |                                                                                                  | |      |
| 唱片                      | 歌曲                         | 903                  | RTHK                 | 997                  | TVB                  | ViuTV                                                                                            | 備註 | 備註 |
| 2020年                    |                              |                      |                      |                      |                      |                                                                                                  | |      |
|                           | 無人問我                     | -                    | -                    | -                    | 2                    | ×                                                                                                | 無綫電視劇《使徒行者3》主題曲 檸音樂狂熱十大：1 |      |
| 不能放手                  | 低谷天堂                     | -                    | -                    | -                    | 2                    | ×                                                                                                | 無綫電視劇《使徒行者3》插曲 與HANA菊梓喬合唱 檸音樂狂熱十大：3                                                                                         |      |
| 2021年                    |                              |                      |                      |                      |                      |                                                                                                  | |      |
| Go With The Flow          | 唱情歌的人                   | -                    | -                    | ×                    | -                    | -                                                                                                | 加拿大至 HIT 中文歌曲排行榜:12 檸音樂狂熱十大：1 |      |
| 忘我                      | 不計前嫌（國）               | -                    | -                    | -                    | -                    | -                                                                                                | |      |
| 忘我                      | 別鬧（國）                   | -                    | -                    | -                    | -                    | -                                                                                                | |      |
| 2022年                    |                              |                      |                      |                      |                      |                                                                                                  | |      |
| Go With The Flow          | 幼稚未完                     | 13                   | 2                    | 1                    | 1                    | 1                                                                                                | 首支三台四榜冠軍歌 網劇《黑金風暴》主題曲 加拿大至 HIT 中文歌曲排行榜：4 檸音樂狂熱十大：1                                                             |      |
| Go With The Flow          | 樓下有人                     | -                    | -                    | -                    | -                    | -                                                                                                | 加拿大至 HIT 中文歌曲排行榜：9 |      |
| 2024年                    |                              |                      |                      |                      |                      |                                                                                                  | |      |
| Go With The Flow          | 無傷大雅                     | -                    | 1                    | 2                    | 1                    | 1                                                                                                | 三台四榜冠軍歌 加拿大至 HIT 中文歌曲排行榜：3 檸音樂狂熱十大：1 Line Today本地歌曲榜：2                                                                |      |
|                           | 無傷大雅（Acoustic Version） | 7                    | ×                    | -                    | ×                    | ×                                                                                                | 與吳林峰合唱 加拿大至 HIT 中文歌曲排行榜：1 Hong Kong Singer Channel Top 20：2                                                                         |      |
| Go With The Flow          | 愛在三千的宇宙               | -                    | 1                    | 3                    | ×                    | ×                                                                                                | 四榜冠軍歌 電視劇《家族榮耀之繼承者》主題曲 加拿大至 HIT 中文歌曲排行榜：1 檸音樂狂熱十大：1 Line Today本地歌曲榜：1                                   |      |
| Go With The Flow          | 我又戀愛了                   | 11                   | 1                    | -                    | 4                    | 1                                                                                                | 兩台六榜冠軍歌 翌年上榜（903、TVB、ViuTV） 加拿大至 HIT 中文歌曲排行榜：1 檸音樂狂熱十大：1 Line Today本地歌曲榜：1 Hong Kong Singer Channel Top 20：1 |      |
| 2025年                    |                              |                      |                      |                      |                      |                                                                                                  | |      |
| Go With The Flow          | 怕悶的人 請舉手              | 1                    | 1                    | -                    | 14                   | 2                                                                                                | 兩台四榜冠軍歌 加拿大至 HIT 中文歌曲排行榜：1 Line Today本地歌曲榜：1 Hong Kong Singer Channel Top 20：11                                              |      |
| Go With The Flow          | Not Done With U              | 2*                   | -                    | -                    | 19*                  | -                                                                                                | Featuring Gareth.T 加拿大至 HIT 中文歌曲排行榜：4* |      |

| 各台冠軍歌總數 | 各台冠軍歌總數 | 各台冠軍歌總數 | 各台冠軍歌總數 | 各台冠軍歌總數 | 各台冠軍歌總數    | 各台冠軍歌總數    | 各台冠軍歌總數 |
| -------------- | -------------- | -------------- | -------------- | -------------- | ----------------- | ----------------- | -------------- |
| 四台a          | 903            | RTHK           | 997            | TVB            | 備註              | 備註              | 備註           |
| 四台a          | 2              | 9              | 6              | 15             | 四台冠軍歌總數：0 | 四台冠軍歌總數：0 |                |
| 五台b          | 903            | RTHK           | 997            | TVB            | ViuTV             | 備註              |                |
| 五台b          | 1              | 4              | 1              | 2              | 3                 | 五台冠軍歌總數：0 |                |

- （*）上榜中
- （-）未能上榜
- （×）沒有派往該台
- （(1)）兩週冠軍
- ^  注解a：包括2020年後的冠軍歌曲
- ^  注解b：2020年起

### 錄音室專輯
| 專輯 # | 發行日期       | 專輯名稱         | 專輯類型  | 發行公司            | 曲目 |
| ------ | -------------- | ---------------- | --------- | ------------------- | --- |
| 1st    | 2007年11月23日 | 愛在記憶中找你   | 粵語大碟  | 音樂家唱片 英皇娛樂 | 曲目 - CD 1. 愛在記憶中找你（TVB電視劇《歲月風雲》插曲） 2. 朋友，請不要傷悲 3. 赤地轉機 4. 你並不孤單 5. 原罪 6. 真的哭了 7. 潑墨桃花 8. 一次一次一次 9. 反話 10. 自己保重 - DVD 1. 愛在記憶中找你 MV 2. 赤地轉機 MV |
| 2nd    | 2008年9月10日  | Your Love        | 粵語大碟  | 音樂家唱片 英皇娛樂 | 曲目 - CD 1. 愛不疚（TVB劇集《溏心風暴之家好月圓》片尾曲） 2. 愛人與海 3. Tonight 4. 明天以後（泳兒合唱） 5. 憑良心說再見 6. 影子的愛情故事 7. 浮生若水（TVB劇集《太極》片尾曲） 8. All About Your Love 9. 夏雪 10. 明天以後（國語版）（泳兒合唱） |
| 2nd    | 2008年9月24日  | Your Love 第二版 | 粵語大碟  | 音樂家唱片 英皇娛樂 | 曲目 - CD 1. 愛不疚（TVB劇集《溏心風暴之家好月圓》片尾曲） 2. 愛人與海 3. Tonight 4. 明天以後（泳兒合唱） 5. 憑良心說再見 6. 影子的愛情故事 7. 浮生若水（TVB劇集《太極》片尾曲） 8. All About Your Love 9. 夏雪 10. 明天以後（國語版）（泳兒合唱） - DVD 1. 愛不疚 MV 2. 明天以後 MV 3. 愛人與海 MV |
| 3rd    | 2009年6月16日  | Let's Get Wet    | 粵語EP    | 音樂家唱片 英皇娛樂 | 曲目 - CD 1. Let's Get Wet （Let's Get Wet峯．情無限演唱會2009 主題曲） 2. 換個方式愛你 3. 得寵 4. 如果時間來到 5. 值得流淚（TVB劇集《包青天》主題曲） 6. 愛鬥大 7. Illusion - DVD 1. Let's Get Wet MV 2. 換個方式愛你（粵語版）MV 3. 如果時間來到 MV |
| 4th    | 2010年7月17日  | Come 2 Me        | 粵語大碟  | 音樂家唱片 英皇娛樂 | 曲目 - CD 1. Hello 2. Come 2 Me（Come 2 Me Beauty Live on Stage 林峯演唱會2010 主題曲） 3. Rain Drops 4. 我們很好（TVB劇集《摘星之旅》片尾曲） 5. Morning Cute 6. Flashback 7. 定鏡 8. Vampire 9. Out of Reach 10. 所謂理想（TVB劇集《摘星之旅》主題曲） 11. 一直都在（蔡卓妍合唱）（電影《翡翠明珠》主題曲） 12. Slow Motion 13. 直到你不找我（TVB劇集《談情說案》主題曲） 14. 同謀 15. The Beginning Is The End |
| 5th    | 2011年3月4日   | First 第一次     | 國語大碟  | 音樂家唱片 英皇娛樂 | 曲目 - CD 1. 再一次 One More Time 2. 太熱了 3. 讓我愛你一小時 4. 換個方式愛你（國語版） 5. 不想讓你失望 6. 吻過吸血鬼 7. 愛在記憶中找你（國語版） 8. 一直都在（國語版） 9. 我們很好（國語版） 10. 長假期 |
| 6th    | 2011年7月22日  | LF               | 粵語大碟  | 音樂家唱片 英皇娛樂 | 曲目 - CD 1. LF（Music Only） 2. CHOK（TVB遊戲節目《變身男女Chok Chok Chok》片尾曲） 3. BROKEN 4. 11:53 P.M（Music Only） 5. Baby Lady 6. 03:16 A.M（Music Only） 7. 試煉（TVB劇集《不速之約》主題曲） 8. 06:41 A.M（Music Only） 9. Light Up My Life（TVB劇集《花花世界花家姐》主題曲） 10. 我很痛 11. How Deep 12. OUTRASOUND（Music Only） 13. 似是而非（劇集《廣告風雲》主題曲）（國語） 14. 人一個 15. 熱能放送（Light Up My Live林峯演唱會2011 主題曲） - DVD 1. CHOK MV 2. 熱能放送 MV 3. 再一次（One More Time）（國）MV 4. 讓我愛你一小時（國）MV 5. 換個方式愛你（國語版）MV 6. 愛在記憶中找你（國語版）MV |
| 7th    | 2012年8月17日  | Self-Portrait    | 粵語大碟  | 音樂家唱片 英皇娛樂 | 曲目 - CD 1. 頑石 2. 寂寞星球 3. 年時 4. 暗中作樂 5. 一刀切 6. 膠椅 7. Because of You 8. LFX6.8 9. The One 10. I'm Okay 11. 頑石點頭 - DVD 1. 頑石 MV 2. Because of You MV 3. 一刀切 MV 4. I'm Okay MV |
| 8th    | 2013年1月25日  | A Time 4 You     | 新曲+精選 | 音樂家唱片 英皇娛樂 | 曲目 - CD 1. Nice (A Time 4 You 林峯演唱會2013 主題曲) 2. ONCE AGAIN 3. BB 4. 同林（微電影《愛在魅來1小時》主題曲） 5. 幼稚完 （TVB劇集《雷霆掃毒》片尾曲） 6. 等你回來（TVB劇集《回到三國》主題曲） 7. LIGHT UP MY LIFE 8. 熱能放送 9. CHOK 10. COME 2 ME 11. LET'S GET WET 12. 愛不疚 13. 愛在記憶中找你 14. 如果時間來到 15. 換個方式愛你 16. 我們很好 17. 直到你不找我 （TVB劇集《談情說案》主題曲） - DVD 1. 微電影《愛在魅來1小時》 2. 同林 MV |
| 9th    | 2016年3月23日  | Trap             | 粵/國語EP | 英皇娛樂            | 曲目 - CD 1. Show Me 2. 當愛靠近 (國) 3. Heart Attack 4. I'm Fine (國) - DVD 1. Show Me MV 2. Show Me MV製作花絮 3. 當愛靠近 (國) MV 4. 當愛靠近 (國) MV製作花絮 5. Heart Attack MV 6. Heart Attack MV製作花絮 7. I'm Fine (國) MV 8. I'm Fine (國) MV製作花絮 |
| 10th   | 2025年5月24日  | Go With The Flow | 粵語大碟  | 華納唱片 天高娛樂   | 曲目 1. Not Done With U(Feat. Gareth T) 2. 怕悶的人 請舉手 3. 我又戀愛了 4. 遺憾美 5. 愛在三千的宇宙 6. 無傷大雅 7. 樓下有人 8. 幼稚未完 9. 唱情歌的人 |

### 虛擬專輯
| 專輯 # | 專輯名稱                        | 專輯類型 | 發行日期       | 曲目 |
| 1st    | 林峯黃金劇集歌曲精選專輯 (MOOV) | 粵語專輯 | 2008年10月10日 | 曲目 - CD 1. 心呼吸（TVB劇集《天涯俠醫》主題曲） 2. 出鞘（TVB劇集《覆雨翻雲 (電視劇)》主題曲） 3. 領會（TVB劇集《覆雨翻雲 (電視劇)》片尾曲） 4. 與朋友共（林峯／鄭嘉穎／佘詩曼／楊怡，TVB劇集《Yummy Yummy》主題曲） 5. 披荊斬刺（TVB劇集《布衣神相》主題曲） 6. 游劍江湖（國）（《游劍江湖》主題曲） 7. 雙子龍（TVB劇集《大唐雙龍傳》主題曲） 8. 風暴（林峯／吳卓羲／陳鍵鋒／馬國明）（TVB劇集《少年四大名捕》主題曲） |
| 2nd    | A Time for LF                   | 精選     | 2014年11月24日 | 曲目 - CD 1. 頑石 2. 寂寞星球 3. 如果時間來到 4. 讓我愛你一小時 5. 明天以後 (林峯 & 泳兒) 6. 一直都在 7. 換個方式愛你 8. 一次一次一次 9. Come 2 Me 10. BB 11. Nice 12. Let's Get Wet 13. Chok 14. 赤地轉機 15. 憑良心說再見 16. 愛鬥大 17. 愛在記憶中找你 18. 人一個 19. 同林 20. Because Of You |
| 3rd    | The LF Collection               | 精選     | 2016年3月11日  | 曲目 - CD Vol. 1 1. Heart Attack 2. 暗中作樂 3. 寂寞星球 4. 如果時間來到 5. Show Me 6. 年時 7. 人一個 8. 明天以後 (林峯 & 泳兒) 9. Because of You 10. Come 2 Me 11. 再一次 (國) 12. 愛人與海 13. How Deep 14. 憑良心說再見 15. 一直都在 (林峯 & 蔡卓妍) 16. 得寵 17. Nice 18. The One 19. 同林 20. Morning Cute - CD Vol. 2 1. 同謀 2. 朋友,請不要傷悲 3. 換個方式愛你 4. 定鏡 5. Broken 6. 我很痛 7. 愛鬥大 8. I'm Fine (國) 9. BB 10. 赤地轉機 11. 一次一次一次 12. 頑石 13. Let's Get Wet 14. Chok 15. Vampire 16. LFX 6.8 17. 當愛靠近 (國) 18. 一刀切 19. Illusion 20. 愛在記憶中找你 (國) |
| 4th    | 忘我                            | 國語EP   | 2021年12月8日  | 曲目 1. 不計前嫌 2. 別鬧 3. 忘我 4. 借光 |

### 未收錄單曲
| 單曲名稱         | 專輯類型 | 發行日期      |
| 旁觀者悲         | 單曲     | 2016年4月11日 |
| The Feelin' (國) | 單曲     | 2016年9月11日 |

### 演唱會專輯
| 專輯 # | 專輯名稱                                          | 發行日期      | 曲目 | 備註                         |
| 1st    | 峯·情無限演唱會Let's Get Wet Live Karaoke         | 2009年8月1日  | 曲目 - DVD 1 1. 愛在記憶中找你（電視劇《歲月風雲》插曲） 2. Illusion 3. 如果時間來到 4. 赤地轉機 5. 忘記傷害 6. 明天以後（林峯、泳兒） 7. 王祖藍Talk Show 8. 浮誇（王祖藍） 9. 風生水起（農夫、王祖藍） 10. 千里之外（林峯、王祖藍） 11. 浮生若水 12. 霍元甲 13. 愛愛愛 14. 你不在 15. 月亮代表誰的心 16. 愛在記憶中找你 17. 原罪 18. Tonight 19. 為你鍾情 20. 我真的受傷了 21. 我願意 - DVD 2 1. 值得流淚 2. 影子的愛情故事 3. 換個方式愛你 4. In Love With You（林峯、蔡卓妍） 5. 二缺一（蔡卓妍） 6. 記得忘記 7. Dance Battle 1 林峯vs謝天華 8. 女校男生（林峯、謝天華） 9. 酷愛（謝天華） 10. Dance Battle 2 林峯vs謝天華 11. Let's Get Wet Medley：Let's Get Wet（First Half）／頭髮亂了／本草綱目／Let's Get Wet（Last Half） 12. 愛人與海 13. 朋友，請不要傷悲 14. 愛不疚 | 此專輯分平裝版及特別版發售。 |
| 2nd    | Come 2 Me Beauty Live On Stage 林峯演唱會 Karaoke | 2010年9月10日 | 曲目 - DVD 1 1. Hello 2. 原罪 3. 記得忘記 4. 我們很好 5. 如果時間來到 6. Let's Get Wet 7. Illusion 8. 定鏡 9. 愛人與海 10. 愛在記憶中找你／夏日傾情 11. 朋友，請不要傷悲 12. Morning Cute 13. Vampire - DVD 2 1. Medley：夏雪／憑良心說再見／自己保重 2. 李香蘭 3. 同謀 4. 換個方式愛你 5. 心呼吸 6. Ladies Song Medley：可惜我是水瓶座／殘酷遊戲／誰願放手／痛愛 (容祖兒、林峯) 7. 搜神記（容祖兒） 8. Come 2 Me 9. Tonight 10. 愛不疚 - DVD 3 1. 直到你不找我 2. 影子的愛情故事 3. 忘記傷害 4. 愛在記憶中找你 5. 愛不疚 6. 所謂理想 7. 愛在記憶中找你 Bonus Track : 8. 歡樂今宵（古巨基、林峯） 9. 時代（古巨基） 10. 跌落凡間的天使（王祖藍） | 此專輯分平裝版及珍藏版發售。 |
| 3rd    | 林峯Light Up My Live演唱會2011 Karaoke            | 2011年9月27日 | 曲目 - DVD 1 Opening 1. 熱能放送 2. Vampire 3. 影子的愛情故事 4. 直到你不找我 5. Come 2 me 6. Hello 7. 愛與痛的邊緣 8. 非走不可 9. 愛不疚（韓語+粵語） 10. Let's get wet 11. 太熱了 (Oh no) 12. 初見 13. 我們很好（國語） 14. 赤地轉機 - DVD 2 1. 讓我愛你一小時 2. 同謀 3. Broken 4. Baby Lady 5. 我很痛 6. Talk 7. Light up my life 8. 記得忘記 9. 忘記傷害 10. 再一次(One more time) 11. Chok - DVD 3 1. 所謂理想 2. 愛在記憶中找你 3. 如果時間來到 4. 朋友，請不要傷悲 5. 愛不疚（粵語） Bonus Tracks： 6. 永遠愛著你（林峯、謝天華、金剛） 7. 友情歲月（謝天華、金剛） 8. 洗澡（林欣彤） 9. 心呼吸（林欣彤） 10. 講不出聲（林峯、關菊英） 11. 永遠愛著你（林峯、草蜢） 12. 華麗舞台（草蜢） | 此專輯分平裝版及特別版發售。 |
| 4th    | A Time 4 You 林峯演唱會 2013 Karaoke              | 2013年4月12日 | 曲目 - DVD 1 1. 如果時間來到 2. Nice 3. LFX 6.8 4. 愛在記憶中找你 5. The One 6. 頑石 7. 熱能放送（林峯、Lollipop-F） 8. Dance Solo 9. Hello 10. Vampire 11. 寂寞星球 12. 定鏡 13. Because Of You 14. 記得忘記（林峯、林欣彤） 15. 海賊（林欣彤） - DVD 2 1. Baby Lady 2. BB 3. Morning Cute 4. Drenched 5. I 'm Okay 6. Light up my life 7. 初見（林峯、謝安琪） 8. 一刀切 9. Once Again 10. 讓我愛你一小時（國語） 11. 換個方式愛你 12. Party Medley : Chok/Come 2 Me/Let's Get Wet/How Deep/Tonight/再一次（One More Time）（國語）/Nice - DVD 3 1. Talks & Thanks 2. 愛不疚 3. 同林 4. 如果時間來到 5. 所謂理想 6. 幼稚完 7. 直到你不找我/愛人與海 (Bonus Track) 8. 心呼吸 (Bonus Track) 9. 幼稚完（林峯、鄧智偉） (Bonus Track) - CD 1 1. 如果時間來到 2. Nice 3. LFX 6.8 4. 愛在記憶中找你 5. The One 6. 頑石 7. 熱能放送（林峯、Lollipop-F） 8. Hello 9. Vampire 10. 寂寞星球 11. 定鏡 12. Because Of You 13. 記得忘記（林峯、林欣彤） 14. 海賊（林欣彤） 15. Baby Lady 16. BB 17. Morning Cute 18. Drenched 19. I'm Okay 20. Light up my life - CD 2 1. 初見（林峯、謝安琪） 2. 一刀切 3. Once Again 4. 讓我愛你一小時（國語） 5. 換個方式愛你 6. Party Medley : Chok/Come 2 Me/Let's Get Wet/How Deep/Tonight/再一次（One More Time）（國語）/Nice 7. 愛不疚 8. 同林 9. 如果時間來到 10. 所謂理想 11. 幼稚完 12. 直到你不找我/愛人與海 (Bonus Track) 13. 心呼吸 (Bonus Track) 14. 幼稚完（林峯、鄧智偉） (Bonus Track) | 此專輯分平裝版及特別版發售。 |
| 5th    | Heart Attack LF Live in Hong Kong                 | 2016年7月29日 | 曲目 - DVD 1 1. Overture 2. Heart Attack 3. Broken 4. 愛不疚 5. Vampire 6. On My Way 7. 如果時間來到 8. 影子的愛情故事 9. Hello 10. Come 2 Me 11. 當愛靠近 12. Baby Lady 13. 原罪 - DVD 2 1. Morning Cute 2. I'm Fine 3. Light Up My Life 4. I'm Okay 5. BB 6. Let's Get Wet 7. Show Me 8. 太熱了 (Oh No) 9. 再一次 (One more time) 10. Once Again 11. Nice 12. CHOK - DVD 3 1. 幼稚完 2. 記得忘記 3. 換個方式愛你 4. 愛在記憶中找你 5. 心呼吸 6. 旁觀者悲 - CD 1 1. Overture 2. Heart Attack 3. Broken 4. 愛不疚 5. Vampire 6. On My Way 7. 如果時間來到 8. 影子的愛情故事 - CD 2 1. Light Up My Life 2. I'm Okay 3. BB 4. Let's Get Wet 5. Show Me 6. 太熱了 (Oh No) 7. 再一次 (One more time) 8. Once Again 9. Nice 10. CHOK 11. 幼稚完 12. 記得忘記 13. 換個方式愛你 14. 愛在記憶中找你 15. 心呼吸 16. 旁觀者悲 |                              |

### 電視劇歌曲
| 年份   | 劇集                     | 歌曲                | 性質   | 備註                                                                          | 收錄專輯                   |
| 2002年 | 再生緣                   | 記得忘記            | 主題曲 |                                                                               | 《愛上主題曲3》            |
| 2002年 | 雲海玉弓緣               | 真愛難共            | 主題曲 |                                                                               |                            |
| 2003年 | 律政新人王               | 忘記傷害            | 主題曲 | 同時亦為2002年劇集《流金歲月》插曲                                            | 《愛唱主題曲》             |
| 2004年 | 大唐雙龍傳               | 雙子龍              | 主題曲 |                                                                               | 《愛唱主題曲》             |
| 2004年 | 天涯俠醫                 | 心呼吸              | 主題曲 | 歌曲前名為「愛亦近」                                                          | 《Best TVB Drama Hits》    |
| 2005年 | Yummy Yummy              | 與朋友共            | 主題曲 | 與鄭嘉穎、佘詩曼、楊怡合唱                                                    | 《林峯黃金劇集歌曲選》MOOV |
| 2006年 | 覆雨翻雲                 | 出鞘                | 主題曲 |                                                                               | 《Best TVB Drama Hits》    |
| 2006年 | 覆雨翻雲                 | 領會                | 片尾曲 |                                                                               | 《男人魅》                 |
| 2006年 | 布衣神相                 | 披荊斬刺            | 主題曲 |                                                                               | 《林峯黃金劇集歌曲選》MOOV |
| 2006年 | 游劍江湖                 | 游劍江湖            | 主題曲 |                                                                               | 《林峯黃金劇集歌曲選》MOOV |
| 2007年 | 溏心風暴                 | 心領                | 片尾曲 | 與鍾嘉欣合唱                                                                  | 《歌影傳情》               |
| 2007年 | 歲月風雲                 | 愛在記憶中找你      | 插曲   | 加盟英皇娛樂後，首張個人專輯的首支派台及主打歌曲                              | 《愛在記憶中找你》         |
| 2008年 | 太極                     | 浮生若水            | 片尾曲 |                                                                               | 《Your Love》              |
| 2008年 | 溏心風暴之家好月圓       | 愛不疚              | 插曲   | 第二張個人專輯的首支派台及主打歌曲 同時亦為2009年新城廣播劇《情情塔塔》片尾曲 | 《Your Love》              |
| 2008年 | 少年四大名捕             | 風暴                | 主題曲 | 與吳卓羲、馬國明、陳鍵鋒合唱                                                  | 《林峯黃金劇集歌曲選》MOOV |
| 2009年 | 包青天                   | 值得流淚            | 主題曲 | 第三張個人專輯的首支派台歌曲                                                  | 《Let's Get Wet》          |
| 2010年 | 談情說案                 | 直到你不找我        | 主題曲 | 第四張個人專輯的第二支派台歌曲                                                | 《Come 2 Me》              |
| 2010年 | 摘星之旅（香港版）       | 所謂理想            | 主題曲 |                                                                               | 《Come 2 Me》              |
| 2010年 | 摘星之旅（香港版）       | 我們很好            | 片尾曲 | 第四張個人專輯的首支派台及主打歌曲                                            | 《Come 2 Me》              |
| 2010年 | 摘星之旅（內地版）       | 不想讓你失望        | 主題曲 | 《所謂理想》國語版                                                            | 《First 第一次》           |
| 2010年 | 摘星之旅（內地版）       | 我們很好（國語版）  | 片尾曲 | 首張國語專輯的首支派台歌曲                                                    | 《First 第一次》           |
| 2011年 | 不速之約                 | 試煉                | 主題曲 |                                                                               | 《LF》                     |
| 2011年 | 花花世界花家姐           | Light Up My Life    | 主題曲 |                                                                               | 《LF》                     |
| 2011年 | 廣告風雲（內地劇）       | 似是而非            | 主題曲 |                                                                               | 《LF》                     |
| 2012年 | 回到三國                 | 等你回來            | 主題曲 |                                                                               | 《A Time 4 You》           |
| 2012年 | 雷霆掃毒                 | 幼稚完              | 片尾曲 |                                                                               | 《A Time 4 You》           |
| 2013年 | 衝上雲霄II               | On My Way           | 片尾曲 |                                                                               |                            |
| 2013年 | 紫釵奇緣（香港版）       | 也無風雨也無月      | 主題曲 |                                                                               |                            |
| 2013年 | 紫釵奇緣（內地版）       | 不負如來不負卿      | 主題曲 |                                                                               |                            |
| 2014年 | 衛子夫（內地劇）         | 江山背後            | 主題曲 |                                                                               | 《衛子夫電視原聲帶》       |
| 2014年 | 衛子夫（內地劇）         | 守衛                | 片尾曲 |                                                                               | 《衛子夫電視原聲帶》       |
| 2015年 | 陸小鳳與花滿樓（內地劇） | 心有靈犀            | 主題曲 |                                                                               |                            |
| 2016年 | 六扇門（內地劇）         | 我不再相信          | 片尾曲 |                                                                               |                            |
| 2018年 | 飛虎之潛行極戰           | Reunion             | 主題曲 | 與MC Jin合唱                                                                  |                            |
| 2019年 | PTU機動部隊（內地劇）    | All We Need Is Time | 片尾曲 |                                                                               |                            |
| 2019年 | PTU機動部隊（內地劇）    | Close2U             | 插曲   |                                                                               |                            |
| 2019年 | 飛虎之雷霆極戰           | Reunion（不朽版）   | 片尾曲 | 與MC Jin合唱                                                                  |                            |
| 2020年 | 使徒行者3                | 無人問我            | 主題曲 |                                                                               |                            |
| 2020年 | 使徒行者3                | 低谷天堂            | 插曲   | 與菊梓喬合唱                                                                  | 《不能放手》               |
| 2021年 | 星辰大海（內地劇）       | 望                  | 插曲   |                                                                               |                            |
| 2022年 | 黑金風暴（內地劇）       | 幼稚未完            | 主題曲 |                                                                               |                            |
| 2022年 | 黑金風暴（內地劇）       | 本應                | 片尾曲 | 與連詩雅合唱                                                                  |                            |

### 電影歌曲
| 年份   | 電影         | 歌曲名稱           | 性質         | 備註                                              | 收錄專輯          |
| 2001年 | 別戀         | 如果在這裡         | 插曲         |                                                   |                   |
| 2010年 | 翡翠明珠     | 一直都在           | 粵語版主題曲 | 蔡卓妍合唱                                        | 《Come 2 Me》     |
| 2010年 | 翡翠明珠     | 一直都在（國語版） | 國語版主題曲 | 蔡卓妍合唱                                        | 《First 第一次》  |
| 2010年 | 抱抱俏佳人   | 初見               | 粵語版主題曲 | 與楊千嬅合唱                                      |                   |
| 2010年 | 抱抱俏佳人   | 未完的歌           | 國語版主題曲 | 與楊千嬅合唱                                      |                   |
| 2012年 | 男人如衣服   | 頑石點頭           | 插曲         | 《頑石》國語版                                    | 《Self-Portrait》 |
| 2012年 | 男人如衣服   | 顽石               | 插曲         |                                                   | 《Self-Portrait》 |
| 2016年 | 決戰食神     | 完美這一天         | 粵語版主題曲 | 李克勤、古巨基、謝霆鋒、容祖兒、Twins、陳偉霆合唱 |                   |
| 2016年 | 決戰食神     | 團圓飯             | 國語版主題曲 | 李克勤、古巨基、謝霆鋒、容祖兒、Twins、陳偉霆合唱 |                   |
| 2022年 | 新倚天屠龍記 | 如夢               | 國語版主題曲 |                                                   |                   |
| 2022年 | 新倚天屠龍記 | 一相情願           | 國語版主題曲 |                                                   |                   |

### 其他歌曲
| - 心仍是冷（與楊千嬅合唱，《Tribute To Anita Mui》專輯） - 快將暑假拍下來（2001年TVB兒童節主題曲，與鄧健泓、方力申、李彩樺合唱） - 數碼暴龍3（又名：馴獸師之王，動畫《數碼暴龍3馴獸師之王》主題曲） - 香港心（抗炎主題曲，與群星合唱） - 香港再起飛（抗炎主題曲，與群星合唱） - 遇強愈勇（2004年無綫電視雅典奧運主題曲，奧運六星合唱） - 來去豁然（2004年無綫電視奧運歌曲，奧運六星合唱） - 你最紅（無綫電視猴年賀年歌，原唱Twins） - Put Your Hands Up（2006年無綫電視世界杯主題曲，與鄭嘉穎、吳卓羲、黃宗澤合唱） - 相約廈門（第四屆世界合唱比賽主題曲，於廈門演唱） - Be Brave ! 幪面超人!（特攝《幪面超人劍》主題曲） - 恭喜發財（無綫電視2007年度樂壇新人鼠年賀年歌） - 恭喜恭喜．歡樂年年（2008年無綫電視藝員賀年歌） - 雪中送暖（2008年中國雪災主題曲，與群星合唱） - 光輝的印記（2008年無綫電視北京奧運主題曲，與TVB群星合唱） - 心火相傳（2008太陽計劃主題曲，與謝安琪、吳雨霏、方大同合唱 featuring 農夫） - 十項全能（2008年英皇娛樂北京奧運馬術打氣歌，與成龍、容祖兒、謝霆鋒、李準基、蔡卓妍、黃耀明、鄭希怡、泳兒、田亮合唱） - 十項全能（國）（2008年英皇娛樂北京奧運馬術打氣歌，與成龍、容祖兒、謝霆鋒、李準基、蔡卓妍、黃耀明、鄭希怡、泳兒、田亮合唱） - 唱旺09（2009年英皇娛樂牛年賀年歌，與蔡卓妍、王祖藍、泳兒、陳偉霆、鍾舒漫、張致恒合唱） - 擦亮新歲（2009年無綫電視牛年賀年歌，與夏雨、米雪、李司棋、黎耀祥、胡杏兒、王祖藍、胡定欣合唱） - 喜氣洋洋2010（2010年無綫電視虎年賀年歌，與容祖兒合唱） - We Are The Only One（2014無綫電視FIFA巴西世界盃主題曲，與TVB群星合唱） - 和華麗有約（與英皇群星合唱） - 和華麗有約（國）（與英皇群星合唱） - 十問（國）（《披荊斬棘》第二季主題曲，群星合唱） - 友情未完（國）（與吳卓羲合唱） |

## 演唱會

### 香港個人演唱會
| 紅磡香港體育館        | 紅磡香港體育館                            | 紅磡香港體育館 | 紅磡香港體育館 | 紅磡香港體育館 | 紅磡香港體育館     | 紅磡香港體育館 |
| 日期                  | 演唱會名稱                                | 場數           | 主題曲         | 主題           | 備註               |                |
| --------------------- | ----------------------------------------- | -------------- | -------------- | -------------- | ------------------ | -------------- |
| 2009年6月17至18日     | 林峯．情無限演唱會 Let's Get Wet          | 2              | Let's Get Wet  | 水             | 首個個人售票演唱會 |                |
| 2010年7月27至30日     | Come 2 Me Beauty Live on Stage 林峯演唱會 | 4              | Come 2 Me      | 火             | 個人售票演唱會     |                |
| 2011年7月29至31日     | Light Up My Live 林峯演唱會               | 3              | 熱能放送       | 光             | 首次使用四面台形式 |                |
| 2013年1月26至28日     | A Time 4 You 林峯演唱會                   | 3              | Nice           | 時間           | 沿用四面台形式     |                |
| 2016年4月29日至5月1日 | Heart Attack 林峯演唱會                   | 3              | Heart Attack   | 血管           | 沿用四面台形式     |                |
| 2025年5月22至28日     | GO WITH THE FLOW 林峯演唱會               | 7              | 不適用         | 風             | 沿用四面台形式     |                |

### 個人巡迴演唱會（非香港站）
| 個人巡迴演唱會﹝非香港站﹞                | 個人巡迴演唱會﹝非香港站﹞ | 個人巡迴演唱會﹝非香港站﹞ | 個人巡迴演唱會﹝非香港站﹞              | 個人巡迴演唱會﹝非香港站﹞ | 個人巡迴演唱會﹝非香港站﹞ |
| 日期                                      | 國家／地區                 | 城市                       | 場館                                    |                            |                            |
| 越南mini-concert                          | 越南mini-concert           | 越南mini-concert           | 越南mini-concert                        | 越南mini-concert           |                            |
| ----------------------------------------- | -------------------------- | -------------------------- | --------------------------------------- | -------------------------- | -------------------------- |
| 2009年7月22日                             | 越南                       | 胡志明市                   | 西貢會展中心                            |                            |                            |
| 戀戀峯情感恩演唱會                        |                            |                            |                                         |                            |                            |
| 2009年11月26日                            | 美國                       | 雷諾                       | Reno Hotel Ballroom                     |                            |                            |
| 2009年11月28日                            | 美國                       | 拉斯維加斯                 | The Venetian Resort Hotel Casino        |                            |                            |
| 峯．狂聖誕派對2009 Let's Party            |                            |                            |                                         |                            |                            |
| 2009年12月19日                            | 馬來西亞                   | 吉隆坡                     | 雲頂雲星劇場                            |                            |                            |
| 峯．狂聖誕派對2009 Let's Party            |                            |                            |                                         |                            |                            |
| 2010年1月9日                              | 澳門                       | 澳門                       | 金光綜藝館                              |                            |                            |
| 2010感恩節峯情再現演唱會                  |                            |                            |                                         |                            |                            |
| 2010年11月25日                            | 美國                       | 雷諾                       | Reno Events Center                      |                            |                            |
| Raymond Lam Come 2 Live Mini Concert 2010 |                            |                            |                                         |                            |                            |
| 2010年11月27日                            | 加拿大                     | 多倫多                     | Paramount Fine Foods Centre             |                            |                            |
| 2010年11月30日                            | 加拿大                     | 溫哥華                     | The Centre in Vancouver                 |                            |                            |
| Come 2 Me Beauty Live On Stage 林峯演唱會 |                            |                            |                                         |                            |                            |
| 2011年1月29日                             | 澳門                       | 澳門                       | 金光綜藝館                              |                            |                            |
| 2011年3月5日                              | 中國                       | 廣州                       | 廣州體育館                              |                            |                            |
| DESIRE - Raymond Lam Asia Tour Live 2011  |                            |                            |                                         |                            |                            |
| 2011年2月19日                             | 馬來西亞                   | 雪蘭莪                     | Sunway Lagoon Surf Beach                |                            |                            |
| 2011年2月26日                             | 新加坡                     | 新加坡                     | 新加坡博覽中心                          |                            |                            |
| Raymond Lam Light Up My Live Concert 2012 |                            |                            |                                         |                            |                            |
| 2012年3月23日                             | 澳洲                       | 尼                         | Sydney Entertainment Centre             |                            |                            |
| 2012年3月24日                             | 澳洲                       | 墨爾本                     | Melbourne Convention Centre             |                            |                            |
| 2012年5月12日                             | 澳門                       | 澳門                       | 金光綜藝館                              |                            |                            |
| 2012年6月12日                             | 加拿大                     | 多倫多                     | Casino Rama Resort Entertainment Centre |                            |                            |
| 2012年6月16日                             | 美國                       | 大西洋城                   | Borgata Hotel Casino & Spa Event Centre |                            |                            |
| A Time 4 You 林峯演唱會                   |                            |                            |                                         |                            |                            |
| 2013年9月27日                             | 中國                       | 廣州                       | 廣州體育館                              |                            |                            |
| 2013年11月27日                            | 美國                       | 康州                       | Foxwoods Resort Casino                  |                            |                            |
| 2014年5月24日                             | 澳門                       | 澳門                       | 金光綜藝館                              |                            |                            |
| 2014年8月2日                              | 中國                       | 佛山                       | 佛山嶺南明珠體育館                      |                            |                            |
| Heart Attack 林峯演唱會                   |                            |                            |                                         |                            |                            |
| 2017年9月23日                             | 中國                       | 廣州                       | 廣州國際體育演藝中心                    |                            |                            |
| 2019年5月11日                             | 澳門                       | 澳門                       | 金光綜藝館                              |                            |                            |
| 2019年6月14日至15日                       | 中國                       | 南寧                       | 廣西體育中心體育館                      |                            |                            |
| 2019年6月22日                             | 中國                       | 佛山                       | 佛山國際體育文化演藝中心                |                            |                            |
| 2019年6月29日                             | 中國                       | 上海                       | 上海東方體育中心主體育館                |                            |                            |
| Love Flows林峯澳門演唱會                  |                            |                            |                                         |                            |                            |
| 2024年9月7-8、13-15日                     | 澳門                       | 澳門                       | 倫敦人綜藝館                            |                            |                            |
| GO WITH THE FLOW 林峯演唱會               |                            |                            |                                         |                            |                            |
| 2025年9月至日                             | 中國                       | 廣州                       | 寶能廣州國際體育演藝中心                |                            |                            |

### 群星演唱會及音樂會
| 群星演唱會及音樂會 | 群星演唱會及音樂會                                                             | 群星演唱會及音樂會 | 群星演唱會及音樂會             | 群星演唱會及音樂會                         | 群星演唱會及音樂會 |
| 日期               | 演唱會名稱                                                                     | 國家／城市         | 會場                           | 備註                                       |                    |
| ------------------ | ------------------------------------------------------------------------------ | ------------------ | ------------------------------ | ------------------------------------------ | ------------------ |
| 2005年6月18日      | TVB8熱愛生命音樂會                                                             | 馬來西亞／吉隆坡   | 戶外大舞臺                     | 配合國際禁毒日的反毒活動                   |                    |
| 2005年             | 自然男人魅演唱會                                                               | 香港               |                                |                                            |                    |
| 2006年11月1日      | 我們的世紀金曲演唱會                                                           | 香港               | 紅磡香港體育館                 |                                            |                    |
| 2006年             | 男人魅演唱會                                                                   | 馬來西亞           |                                |                                            |                    |
| 2007年7月21日      | “同心同贏，唱好香港”同一首歌演唱會                                             | 香港               |                                |                                            |                    |
| 2007年8月15日      | 東京巨蛋亞洲Star演出「Face in Japan」                                          | 日本／東京         | 東京巨蛋                       |                                            |                    |
| 2009年11月8日      | 溫哥華修身堂3周年慈善音樂餐宴                                                  | 加拿大／溫哥華     |                                |                                            |                    |
| 2010年2月27日      | 英皇盛世10周年巨星澳門演唱會                                                   | 澳門               | 威尼斯人金光綜藝館             |                                            |                    |
| 2010年8月22日      | 新城邁向20聲光綻放音樂會                                                       | 香港               | 香港會議展覽中心               |                                            |                    |
| 2010年8月28日      | 澳門威尼斯人三周年演唱會                                                       | 澳門               | 威尼斯人金光綜藝館             |                                            |                    |
| 2011年10月1日      | 澳門國慶體藝匯演群星躍動POWER SHOW                                             | 澳門               | 東亞運動會體育館               | 澳門特別行政區政府主辦                     |                    |
| 2012年6月30日      | 2012年揭陽首屆青島啤酒節開幕演唱會                                             | 揭陽               | 揭東縣人民廣場                 | 由揭陽市人民政府、青島啤酒股份有限公司主辦 |                    |
| 2012年8月31日      | 2012南寧首屆青島啤酒節開幕式群星演唱會                                         | 廣西               | 廣西區體育場                   |                                            |                    |
| 2012年9月4日       | 新城數碼巨星靚聲音樂會                                                         | 香港               | 香港會議展覽中心               |                                            |                    |
| 2012年10月1日      | 澳門特別行政區政府國慶體藝匯演‧萬人迷音樂會                                    | 澳門               | 塔石體育館                     | 澳門特別行政區政府主辦                     |                    |
| 2012年12月1日      | Sundown Festival 2012（落日音樂節）                                            | 新加坡             | 濱海寶龍坊（Marina Promenade） | Red Spade Entertainment主辦                |                    |
| 2013年5月31日      | 《穿越歡樂谷・幸福華僑城》國內首創大型‘穿越’主題演唱會暨成都歡樂穀二期開園盛典 | 中國成都           | 成都歡樂谷                     | 成都歡樂谷主題公園主辦                     |                    |
| 2013年8月9日       | 新城 EPS i DO LOVE MUSIC音樂會2013                                             | 香港               | 香港會議展覽中心               |                                            |                    |
| 2013年8月10日      | 2013佛山電台 － 超級巨星演唱會                                                 | 佛山               | 佛山世紀蓮體育場               |                                            |                    |
| 2013年8月30日      | 第六屆蘿崗香雪文化旅遊節啟動儀式暨“綠動蘿崗 無限夢想”群星演唱會                | 廣州               | 廣州國際體育演藝中心           |                                            |                    |
| 2013年9月7日       | 百事最強音2013“又見歌手”深圳演唱會                                             | 深圳               | 寶安體育場                     |                                            |                    |
| 2013年9月30日      | 湛江2013亞洲巨星演唱會                                                         | 湛江               | 湛江市體育中心                 |                                            |                    |
| 2013年12月21日     | 清遠中視勁歌金曲演唱會                                                         | 清遠               | 清遠市體育館                   |                                            |                    |
| 2014年1月4日       | 2014型爆IDOL深圳演唱會                                                         | 深圳               | 龍崗大運中心體育場             |                                            |                    |
| 2014年7月19日      | 2014型爆IDOL泉州演唱会                                                         | 泉州               | 泉州海峡体育中心体育场         |                                            |                    |
| 2014年11月8日      | 「禮頓•金禦海灣」亞洲巨星演唱會                                                | 東莞               | 東莞市足球場                   |                                            |                    |
| 2015年1月10日      | 「星耀全城•情繫順德」新年群星演唱會                                            | 佛山               | 順德體育中心                   |                                            |                    |
| 2015年1月24日      | 合地集團特別巨獻「十年堂會•感恩有您」2015群星演唱會                            | 廣州               | 廣州體育館                     |                                            |                    |
| 2015年3月27日      | 香港亞洲流行音樂節2015                                                         | 香港               | 香港會議展覽中心               |                                            |                    |
| 2015年8月22日      | 英皇十五周年澳門演唱會‧和華麗有約                                              | 澳門               | 威尼斯人金光綜藝館             |                                            |                    |
| 2015年9月12日      | 「讓世界聽見」巨星演唱會                                                       | 上海               | 梅賽德斯賓士文化中心           |                                            |                    |
| 2015年12月12日     | 奇跡深圳演唱會                                                                 | 深圳               | 華潤深圳灣體育中心春繭體育場   |                                            |                    |
| 2015年12月31日     | 2016廣州海心沙跨年演唱會                                                       | 廣州               | 廣州海心沙亞運公園             |                                            |                    |
| 2025年8月30日      | 拉闊音樂會 惑星·夏                                                             | 香港               | 亞洲國際博覽館Arena            |                                            |                    |

### 擔任演唱會嘉賓
| 日期           | 地點                         | 演唱會名稱                                      | 表演曲目                                                              |
| 2003年         | 廣州                         | 陳慧琳廣州個人演唱會                            | 《情書》、《記得忘記》                                                |
| 2007年11月27日 | 九龍灣國際展貿中心 Star Hall | 泳兒Close To Your Live音樂會                    | 《愛在記憶中找你》（合唱）、《赤地轉機》（獨唱）                      |
| 2010年         | 紅磡香港體育館               | Ladies & Gentlemen 楊千嬅世界巡迴演唱會 2010    | 《姐妹》（合唱）                                                      |
| 2010年6月8日   | 紅磡香港體育館               | 超級巨星進軍紅館演唱會                          | 《愛在記憶中找你》、《Let's Get Wet》                                 |
| 2012年5月4-5日 | 九龍灣國際展貿中心 Star Hall | 鄧智偉平行回憶演唱會                            | 《Tonight》、《Let's Get Wet》、《One More Time》、《愛在記憶中找你》 |
| 2012年5月26日  | 中山市興中體育場             | Twins 人人彈起中山演唱會                        | 《一直都在》（合唱）、《愛不疚》（獨唱）                              |
| 2012年         | 深圳灣體育館                 | 2012【MEN燒】城市音樂故事全國巡迴演唱會－深圳站 | 《愛在記憶中找你》、《如果時間來到》、《讓我愛你一小時》、《愛不疚》  |
| 2021年3月9日   | 海花島國際會展中心           | 顏如玉十二週年演唱會                            | 《如果時間來到》、《愛在記憶中找你》、《愛不疚》                      |
| 2024年7月20日  | 紅磡香港體育館               | You & Mi 鄭秀文世界巡迴演唱會                   | 《愛在記憶中找你》（合唱）、《愛不疚》（獨唱）                        |
| 2025年3月14日  | 紅磡香港體育館               | STEP by STEPHY 鄧麗欣紅館演唱會 2025            | 《好心好報》（合唱）、《Chok》（獨唱）                                |
| 2025年7月13日  | 紅磡香港體育館               | 陳慧琳Season 2 萬人結界演唱會                   | 《再生花》（合唱）、《愛在記憶中找你》（獨唱）                        |

## 奬項

### 演藝獎項（含其他榮譽）
| 年份 | 地點     | 頒獎典禮                                     | 獎項                                                                       | 備註                               |
| 2001 | 香港     | 三週刊                                       | 飛躍男藝人（《尋秦記》飾 趙 盤／嬴 政）                                    |                                    |
| 2002 | 香港     | 壹電視大獎                                   | 最有前途新人獎（《尋秦記》飾 趙 盤／嬴 政）                                |                                    |
| 2003 | 香港     | 2003年度萬千星輝賀台慶                       | 飛躍進步男藝員（《律政新人王》飾 樂斌）                                    |                                    |
| 2004 | 香港     | 2004年度萬千星輝賀台慶                       | 我最喜愛的電視角色（《大唐雙龍傳》飾 寇仲）                                | 首次獲得「我最喜愛的電視角色」     |
| 2005 | 廣州     | 第二屆粵港未來巨星頒獎典禮                   | 未來巨星獎                                                                 |                                    |
| 2005 | 馬來西亞 | Astro華麗台電視劇大獎2005                    | 我的至愛角色（《大唐雙龍傳》飾 寇仲）                                      |                                    |
| 2005 | 馬來西亞 | Astro華麗台電視劇大獎2005                    | 我的至愛男主角（《大唐雙龍傳》飾 寇仲）                                    | 首次獲得「大馬視帝」               |
| 2006 | 北京     | 第二屆中國電視劇風雲盛典                     | 港台最具潛質新人獎                                                         |                                    |
| 2006 | 香港     | 演藝家年獎2006                               | 我最喜愛男電視藝员 － 金獎（《女人唔易做》飾 齊寬）                        |                                    |
| 2007 | 馬來西亞 | Astro華麗台電視劇大獎2006                    | 我的至愛角色（《Yummy Yummy》飾 游學澧／鵝少）                             |                                    |
| 2007 | 香港     | 2007年萬千星輝頒獎典禮                       | 內地觀眾最喜愛TVB男藝人（《歲月風雲》飾 華振邦）                           |                                    |
| 2007 | 香港     | 君子雜誌19週年                               | Most Promising Star                                                        |                                    |
| 2007 | 北京     | 騰訊網星光大典頒獎禮2007                     | 香港年度最受歡迎電視劇男演員（《歲月風雲》飾 華振邦）                      |                                    |
| 2007 | 香港     | YAHOO!搜尋人氣大獎2007                       | 電視男藝人                                                                 |                                    |
| 2007 | 香港     | YAHOO!搜尋人氣大獎2007                       | 搜尋人氣急升新人                                                           |                                    |
| 2008 | 馬來西亞 | Astro華麗臺電視劇大獎2007                    | 我的至愛角色（《女人唔易做》飾 齊寬）                                      |                                    |
| 2008 | 香港     | 香港貿易發展局                               | 最受歡迎香港男電視藝人 - 五名之一                                          |                                    |
| 2008 | 香港     | 壹電視大獎2008                               | 十大電視藝人 - 第六位                                                      |                                    |
| 2008 | 上海     | 2008上海風尚大典                             | 年度星光大道風尚人物                                                       |                                    |
| 2008 | 香港     | 2008年萬千星輝頒獎典禮                       | TVB.COM人氣大獎                                                            | 首次獲得「TVB.COM人氣大獎」        |
| 2008 | 香港     | 2008年萬千星輝頒獎典禮                       | 我最喜愛的電視男角色（《溏心風暴之家好月圓》飾 甘永好）                    | 第二次獲得「我最喜愛的電視男角色」 |
| 2008 | 香港     | YAHOO!搜尋人氣大獎2008                       | 最受歡迎電視男藝人                                                         |                                    |
| 2008 | 新加坡   | 第13屆亞洲電視大獎                           | 最佳戲劇男演員獎（《太極》飾 段曉星）                                      | 首位獲得「亞洲視帝」殊榮的香港明星 |
| 2009 | 美國紐約 | 2009紐約電影電視節                           | 最佳演繹角色組別優異獎 （決賽獎狀）（《太極》飾 段曉星）                   |                                    |
| 2009 | 馬來西亞 | Astro華麗台電視劇大獎2008                    | 我的至愛角色（《歲月風雲》飾 華振邦）                                      |                                    |
| 2009 | 馬來西亞 | Astro華麗台電視劇大獎2008                    | 我最難忘的一吻（《歲月風雲》華振邦、榮秀風）                               |                                    |
| 2009 | 馬來西亞 | Astro華麗台電視劇大獎2008                    | 我的至愛情侶（《溏心風暴》程亮、常在心）                                   |                                    |
| 2009 | 上海     | 2008年度風尚中國榜                           | 風尚影視男星                                                               |                                    |
| 2009 | 新加坡   | 新加坡e樂大賞2009                            | 我最喜歡的港劇演員                                                         |                                    |
| 2009 | 新加坡   | 新加坡e樂大賞2009                            | OMY網絡紅人                                                                |                                    |
| 2009 | 香港     | 壹電視大獎2009                               | 十大電視藝人 - 第一位                                                      |                                    |
| 2009 | 香港     | YAHOO!搜尋人氣大獎2009                       | 香港最具號召力男藝人                                                       |                                    |
| 2009 | 香港     | FACE雜誌12潮icon&09最撐brand頒獎禮           | 最潮12人                                                                   |                                    |
| 2010 | 馬來西亞 | Astro華麗台電視劇大獎2009                    | 我的至愛男主角（《溏心風暴之家好月圓》飾 管家仔）                          | 第二次獲得「大馬視帝」             |
| 2010 | 馬來西亞 | Astro華麗台電視劇大獎2009                    | 我的至愛角色（《溏心風暴之家好月圓》飾 管家仔）                            |                                    |
| 2010 | 新加坡   | 星和無線電視大獎頒獎典禮2009                 | 我最愛TVB男藝人（《溏心風暴之家好月圓》飾 管家仔）                         | 首次獲得「新加坡視帝」             |
| 2010 | 新加坡   | 星和無線電視大獎頒獎典禮2009                 | 我最愛TVB電視男角色（《溏心風暴之家好月圓》飾 管家仔）                     |                                    |
| 2010 | 香港     | 傑出演藝仁愛夜頒獎典禮暨慈善晚會             | 傑出愛心演藝人大獎                                                         |                                    |
| 2010 | 香港     | 2010年萬千星輝頒獎典禮                       | 我最喜愛的電視男角色（《談情說案 》飾 景博）                               | 第三次獲得「我最喜愛的電視男角色」 |
| 2010 | 香港     | 2010年萬千星輝頒獎典禮                       | TVB.COM人氣大獎                                                            | 第二次獲得「TVB.COM人氣大獎」      |
| 2010 | 香港     | YAHOO!搜尋人氣大獎2010                       | 電視男藝人                                                                 |                                    |
| 2010 | 馬來西亞 | MY AOD我的最愛頒獎典禮2010                   | 我的最愛電視角色（《談情說案 》飾 景博）                                   |                                    |
| 2011 | 香港     | 壹電視大獎2011                               | 十大電視藝人 - 第八位                                                      |                                    |
| 2011 | 上海     | 2011東方影視盛典                             | 電視劇年度最具價值港臺演員獎                                               |                                    |
| 2011 | 新加坡   | E樂大賞2011                                  | 人氣香港電視演員獎                                                         |                                    |
| 2011 | 香港     | 第二屆太子珠寶鐘錶精英獎                     | 太子鐘錶精英獎電視界精英獎                                                 |                                    |
| 2011 | 新加坡   | 星和無線電視大獎頒獎典禮2011                 | 我最喜愛TVB電視男角色（《談情說案 》飾 景博）                              |                                    |
| 2011 | 中國     | 2011福布斯中國名人榜                         | 福布斯中國名人榜第71位                                                     |                                    |
| 2011 | 馬來西亞 | MY AOD我的最愛頒獎典禮2011                   | 我的最愛電視角色（《不速之約》飾 邰風）                                    |                                    |
| 2011 | 香港     | TVB周刊2011最強人氣品牌大獎                  | 最強人氣廣告天王                                                           |                                    |
| 2011 | 北京     | 2011年度時尚先生盛典                         | 港臺風尚男藝人                                                             |                                    |
| 2011 | 廣州     | 2011南方影視盛典頒獎禮                       | 2011金南方年度最受歡迎港臺男演員 （《覆雨翻雲》飾 風行烈）                 |                                    |
| 2012 | 江蘇     | 2011SMG星尚頒獎典禮                          | 星尚最具價值全能藝人                                                       |                                    |
| 2012 | 中國     | 2012福布斯中國名人榜                         | 福布斯中國名人榜第60位                                                     |                                    |
| 2012 | 馬來西亞 | MY AOD我的最愛頒獎典禮2012                   | 我的最愛電視角色（《雷霆掃毒》飾 韋世樂）                                  |                                    |
| 2012 | 香港     | YAHOO!搜尋人氣大獎2012                       | 至尊獎項十年人氣大獎                                                       |                                    |
| 2013 | 中國     | 2013福布斯中國名人榜                         | 福布斯中國名人榜第72位                                                     |                                    |
| 2013 | 香港     | ELLE MEN Award and Launch Party              | ELLE MEN時尚藝人大獎                                                       |                                    |
| 2013 | 新加坡   | 星和無線電視大奬2013                         | 我最愛TVB電視男角色 - （《雷霆掃毒》飾 韋世樂）                            |                                    |
| 2013 | 新加坡   | 星和無線電視大奬2013                         | 魅力體態大獎                                                               |                                    |
| 2013 | 澳門     | 第十屆華鼎獎全球演藝名人滿意度調查發布盛典   | 中國最佳電視劇男演員                                                       | 首次獲得「華鼎獎視帝」             |
| 2013 | 香港     | Marie Claire周年晚宴頒獎典禮                 | Fashion Icon Awards                                                        |                                    |
| 2014 | 中國     | 2014福布斯中國名人榜                         | 福布斯中國名人榜第53位                                                     |                                    |
| 2014 | 香港     | 「時裝•視野」頒獎典禮                        | 十大傑出衣著人士                                                           |                                    |
| 2014 | 马来西亚 | TVB 馬來西亞星光薈萃頒獎典禮2014             | 我最愛TVB電視男角色 - （《使徒行者》飾 薛家強）                            |                                    |
| 2015 | 澳門     | 第十五屆華鼎獎全球演藝名人滿意度調查發布盛典 | 中國最佳電視劇男演員 - （《使徒行者》飾 薛家強、《衛子夫》飾 劉徹）        | 第二次獲得「華鼎獎視帝」           |
| 2015 | 香港     | 微博之星2014微博影響力十大頒獎禮             | 「微博給力螢幕情侶」- 林峯、佘詩曼（《使徒行者》丁小嘉、薛家強（爆釘戀）） |                                    |
| 2016 | 香港     | 微博之星2015微博影響力十大頒獎禮             | 微博人氣王                                                                 |                                    |
| 2016 | 香港     | 微博之星2015微博影響力十大頒獎禮             | 微博給力Live Chat                                                          |                                    |
| 2017 | 香港     | 微博之星2017微博影響力十大頒獎禮             | 微博人氣王                                                                 |                                    |
| 2017 | 廣州     | 第一屆絲路凝聚力盛典                         | 年度最佳男演員 （《獨步天下飾 皇太極）                                     |                                    |
| 2017 | 北京     | 2017風格大賞                                 | 年度全能藝人                                                               |                                    |
| 2018 | 山東濟南 | 2018小資風尚盛典                             | 年度風尚男歌手                                                             |                                    |
| 2018 | 香港     | YAHOO!搜尋人氣大獎2018                       | 熱搜藝人                                                                   |                                    |
| 2021 | 中國     | 微博星耀盛典                                 | 星耀魅力藝人                                                               |                                    |
| 2025 | 香港     | 2024年度香港專業電影攝影師學會               | 攝影師眼中最具魅力男演員                                                   |                                    |

### 香港電影金像獎
| # | 年份   | 頒獎典禮             | 獎項       | 影片               | 角色   | 结果 |
| - | ------ | -------------------- | ---------- | ------------------ | ------ | ---- |
| 1 | 2025年 | 第43屆香港電影金像獎 | 最佳男主角 | 《九龍城寨之圍城》 | 陳洛軍 | 提名 |

### 音樂獎項
2002年度
- 2002年度兒歌金曲開心嘉年華 - 十大兒歌金曲《快將暑假拍下來》（與方力申、鄧健泓、李彩樺合唱）
- 2002年度兒歌金曲開心嘉年華 - 十大兒歌金曲 銅獎《快將暑假拍下來》（與方力申、鄧健泓、李彩樺合唱）
- 2002年度兒歌金曲頒獎典禮 - 十大兒歌金曲《馴獸師之王》

2004年度
- Astro華麗台電視劇大獎2004 - 我的至愛主題曲《忘記傷害》

2006年度
- Astro華麗台電視劇大獎2006 - 我的至愛主題曲《心呼吸》

2007年度
- 2007年度兒歌金曲頒獎典禮 - 十大兒歌金曲《Be Brave! 幪面超人!》
- 新城勁爆兒歌頒獎禮2007 - 新城勁爆兒歌《Be Brave! 幪面超人!》
- 2007勁歌金曲優秀選第三回 - 得獎歌曲《愛在記憶中找你》
- 新城勁爆頒獎禮2007 - 新城勁爆新登場男歌手
- RoadShow至尊音樂頒獎禮2007 - RoadShow至尊卓越新人
- 2007年度十大勁歌金曲頒獎典禮 - 最受歡迎新人獎（男）金獎
- 《音樂先鋒榜》2007年度頒獎典禮 - 年度先鋒新人（港臺）
- 《音樂先鋒榜》2007年度頒獎典禮 - 年度樂壇進步獎
- 《音樂先鋒榜》2007年度頒獎典禮 - 最佳影視歌手
- IFPI香港唱片銷量大獎2007 - 最暢銷本地男新人

2008年度
- 雪碧中國原創音樂流行榜2008總選頒獎禮 - 香港最優秀新人獎
- 雪碧中國原創音樂流行榜2008總選頒獎禮 - 香港最佳對唱歌曲《明天以後》（與泳兒合唱）
- 2008年度TVB8金曲榜頒獎典禮 - TVB8金曲榜金曲獎《明天以後》（與泳兒合唱）
- 2008勁歌金曲優秀選第三回 - 得獎歌曲《愛不疚》
- Yahoo!搜尋人氣大獎2008 - 搜尋人氣電視劇集歌曲《愛不疚》
- 新城勁爆頒獎禮2008 - 新城勁爆歌曲《愛不疚》
- 新城勁爆頒獎禮2008 - 新城勁爆卡拉OK歌曲《愛不疚》
- 2008年度十大勁歌金曲頒獎典禮 - 十大勁歌金曲獎《愛不疚》
- SINA Music樂壇民意指數頒獎禮2008 - SINA Music最高收聽率二十大歌曲《愛不疚》
- 第三十一屆十大中文金曲頒獎音樂會 - 十大中文金曲《愛不疚》
- 2008年度香港數碼音樂頒獎典禮 - 最高次數網上下載歌曲《愛不疚》
- IFPI香港唱片銷量大獎2008 - 十大銷量廣東唱片《愛在記憶中找你》
- IFPI香港唱片銷量大獎2008 - 十大銷量廣東唱片《Your Love》
- IFPI香港唱片銷量大獎2008 - 十大銷量本地歌手

2009年度
- 2009勁歌金曲優秀選第一回 - 最受歡迎華語歌曲獎《明天以後》（與泳兒合唱）
- 2009勁歌金曲優秀選第一回 - 得獎歌曲《如果時間來到》
- 2009勁歌金曲優秀選第二回 - 得獎歌曲《Let's Get Wet》
- 雪碧中國原創音樂流行榜2009總選頒獎禮 - 我最喜愛人氣偶像獎（香港）
- YAHOO!搜尋人氣大獎2009 - 搜尋人氣電視劇集歌曲《值得流淚》
- 2009年度TVB8金曲榜頒獎典禮 - TVB8金曲榜全球熱愛粵語歌曲《如果時間來到》
- 新城勁爆頒獎禮2009 - 新城勁爆原創歌曲《如果時間來到》
- 新城勁爆頒獎禮2009 - 新城勁爆卡拉OK歌曲《如果時間來到》
- 2009年度十大勁歌金曲頒獎典禮 - 十大勁歌金曲獎《如果時間來到》
- 2009年度十大勁歌金曲頒獎典禮 - 最受歡迎華語歌曲獎 銅獎《明天以後》（與泳兒合唱）
- 2009年度十大勁歌金曲頒獎典禮 - 亞太區最受歡迎香港男歌星
- SINA Music樂壇民意指數頒獎禮2009 - 我最喜愛演唱會《峯．情無限演唱會Let's Get Wet》
- 第三十二屆十大中文金曲頒獎音樂會 - 優秀流行歌手大獎
- IFPI香港唱片銷量大獎2009 - 最暢銷本地現場錄製音像出品《峯‧情無限演唱會Let's Get Wet Live》
- IFPI香港唱片銷量大獎2009 - 十大銷量本地歌手
- IFPI香港唱片銷量大獎2009 - 全年最高銷量本地男歌手

2010年度
- 新城國語力頒獎禮2010 - 新城國語力歌曲《我們很好》
- 新城國語力頒獎禮2010 - 新城國語力全國最受歡迎偶像
- 新城國語力頒獎禮2010 - 新城國語力亞洲人氣偶像
- 第7屆「勁歌王」全球華人樂壇音樂盛典 - 粵語金曲獎《如果時間來到》
- 第7屆「勁歌王」全球華人樂壇音樂盛典 - 全能(香港)歌手
- 第7屆「勁歌王」全球華人樂壇音樂盛典 - 最受歡迎男歌手
- 2010勁歌金曲優秀選第二回 - 得獎歌曲《一直都在》（與蔡卓妍合唱）
- 2010勁歌金曲優秀選第二回 - 得獎歌曲《直到你不找我》
- YAHOO!搜尋人氣大獎2010 - 網上熱播歌曲《直到你不找我》
- YAHOO!搜尋人氣大獎2010 - 搜尋人氣電影主題曲《一直都在》（與蔡卓妍合唱）
- 2010年度TVB8金曲榜頒獎典禮 - TVB8金曲榜金曲獎《我們很好》
- 2010年度TVB8金曲榜頒獎典禮 - TVB8金曲榜全球觀眾最愛粵語歌曲獎《直到你不找我》
- 2010年度TVB8金曲榜頒獎典禮 - TVB8金曲榜最受歡迎男歌手獎
- 2010年度TVB8金曲榜頒獎典禮 - TVB8金曲榜金曲金獎《我們很好》
- 新城勁爆頒獎禮2010 - 新城勁爆男歌手
- 2010年度十大勁歌金曲頒獎典禮 - 十大勁歌金曲獎《直到你不找我》
- 2010年度十大勁歌金曲頒獎典禮 - 最受歡迎合唱歌曲獎 銀獎《一直都在》（與蔡卓妍合唱）
- 2010年度十大勁歌金曲頒獎典禮 - 最受歡迎合唱歌曲獎 金獎《初見》（與楊千嬅合唱）
- 2010年度十大勁歌金曲頒獎典禮 - 亞太區最受歡迎香港男歌星
- SINA Music樂壇民意指數頒獎禮2010 - SINA MUSIC 電視劇主題曲大獎《直到你不找我》
- SINA Music樂壇民意指數頒獎禮2010 - SINA MUSIC 全能歌手大獎
- IFPI香港唱片銷量大獎2010 - 十大銷量廣東唱片《Come 2 Me》
- IFPI香港唱片銷量大獎2010 - 最暢銷本地現場錄製音像出品《Come 2 Me Beauty Live on Stage》
- IFPI香港唱片銷量大獎2010 - 十大銷量本地歌手
- IFPI香港唱片銷量大獎2010 - 全年最高銷量本地男歌手
- 《音樂先鋒榜》2010年度頒獎典禮 - 最受歡迎對唱金曲《一直都在》（與蔡卓妍合唱）
- 《音樂先鋒榜》2010年度頒獎典禮 - 網上最具人氣先鋒男歌手
- 《音樂先鋒榜》2010年度頒獎典禮 - 最佳影視歌手
- 《音樂先鋒榜》2010年度頒獎典禮 - 20家電臺聯頒（港臺）最佳先鋒男歌手

2011年度
- 2011勁歌金曲優秀選第一回 - 最受歡迎華語歌曲奬《讓我愛你一小時》
- 星和無綫電視大獎2011 - 我最愛TVB主題曲《我們很好》
- 新城國語力頒獎禮2011 - 新城國語力歌曲《讓我愛你一小時》
- 新城國語力頒獎禮2011 - 新城國語力亞洲人氣偶像
- 2011勁歌金曲優秀選第二回 - 得獎歌曲《Chok》
- 第十一屆全球華語歌曲排行榜 - 最佳舞台演繹
- 第十一屆全球華語歌曲排行榜 - 年度全能藝人
- 第8屆「勁歌王」全球華人樂壇音樂盛典 - 粵語金曲獎《Chok》
- 第8屆「勁歌王」全球華人樂壇音樂盛典 - 全能(港台)藝人
- 第8屆「勁歌王」全球華人樂壇音樂盛典 - 最受歡迎男歌手（港台地區）
- uChannel我撐起樂壇頒獎禮2011 - Youth最喜愛十大金曲《讓我愛你一小時》
- uChannel我撐起樂壇頒獎禮2011 - 全國最受歡迎香港唱片《First 第一次》
- uChannel我撐起樂壇頒獎禮2011 - 全國最受歡迎香港歌手
- 《音樂先鋒榜》2011年度頒獎典禮 - 年度港臺十大先鋒金曲《讓我愛你一小時》
- 《音樂先鋒榜》2011年度頒獎典禮 - 年度22家電臺聯頒港臺最佳先鋒男歌手
- 2011年度TVB8金曲榜頒獎典禮 - TVB8金曲榜金曲獎《讓我愛你一小時》
- 2011年度TVB8金曲榜頒獎典禮 - TVB8金曲榜全球觀眾最愛粵語歌曲獎《Chok》
- 2011年度TVB8金曲榜頒獎典禮 - TVB8金曲榜內地觀眾最愛男歌手獎
- 2011年度TVB8金曲榜頒獎典禮 - TVB8金曲榜最受歡迎男歌手獎
- YAHOO!搜尋人氣大獎2011 - 人氣跳舞歌曲《Chok》
- YAHOO!搜尋人氣大獎2011 - 搜尋人氣電視劇集主題曲《Light Up My Life》
- YAHOO!搜尋人氣大獎2011 - 最熱門圖片搜尋歌手
- 新城勁爆頒獎禮2011 - 新城勁爆卡拉OK歌曲《讓我愛你一小時》
- 新城勁爆頒獎禮2011 - 新城全國樂迷投選勁爆歌手大獎
- SINA Music樂壇民意指數頒獎禮2011 - SINA Music 最高收聽率二十大歌曲《Chok》
- SINA Music樂壇民意指數頒獎禮2011 - SINA Music 最高收視 MV 大獎《Chok》
- SINA Music樂壇民意指數頒獎禮2011 - SINA Music 全能歌手大獎
- 第三十四屆十大中文金曲頒獎音樂會 - 微博給力歌手獎
- 2011年度十大勁歌金曲頒獎典禮 - 十大勁歌金曲獎《Chok》
- 2011年度十大勁歌金曲頒獎典禮 - 最受歡迎華語歌曲獎 銀獎《讓我愛你一小時》
- 2011年度十大勁歌金曲頒獎典禮 - 亞太區最受歡迎香港男歌星
- 2011年度十大勁歌金曲頒獎典禮 - 十大勁歌金曲金獎《Chok》
- IFPI香港唱片銷量大獎2011 - 十大銷量廣東唱片《LF》
- IFPI香港唱片銷量大獎2011 - 十大銷量國語唱片《First 第一次》
- IFPI香港唱片銷量大獎2011 - 十大銷量本地歌手

2012年度
- 新城國語力頒獎禮2012 - 新城國語力歌曲《頑石點頭》
- 新城國語力頒獎禮2012 - 新城國語力全國最受歡迎偶像
- 新城國語力頒獎禮2012 - 新城國語力亞洲人氣偶像
- 2012勁歌金曲優秀選第二回 - 得獎歌曲《頑石》
- 2012勁歌金曲優秀選第二回 - 最受歡迎華語歌曲獎《頑石點頭》
- 2012勁歌金曲優秀選第三回 - 得獎歌曲《幼稚完》
- MY AOD我的最愛頒獎典禮2012 - 我的最愛電視歌曲《幼稚完》
- 2012年度TVB8金曲榜頒獎典禮 - TVB8金曲榜金曲獎《頑石點頭》
- 2012年度TVB8金曲榜頒獎典禮 - TVB8金曲榜全球觀眾最愛粵語歌曲獎《頑石》
- 2012年度TVB8金曲榜頒獎典禮 - TVB8金曲榜最受歡迎男歌手獎
- 新城勁爆頒獎禮2012 - 新城勁爆國語歌曲《頑石點頭》
- 新城勁爆頒獎禮2012 - 新城勁爆原創歌曲《頑石》
- 新城勁爆頒獎禮2012 - 新城全國樂迷投選勁爆歌手大獎
- 2012年度十大勁歌金曲頒獎典禮 - 十大勁歌金曲獎《幼稚完》
- 2012年度十大勁歌金曲頒獎典禮 - 最受歡迎華語歌曲獎 銅獎《頑石點頭》
- 2012年度十大勁歌金曲頒獎典禮 - 最受歡迎男歌星
- SINA Music樂壇民意指數頒獎禮2012 - SINA Music 最高收聽率二十大歌曲《頑石》
- SINA Music樂壇民意指數頒獎禮2012 - 我最喜愛全國男歌手
- SINA Music樂壇民意指數頒獎禮2012 - SINA Music 最高收視 MV 大獎《頑石》
- 第三十四屆十大中文金曲頒獎音樂會 - 優秀流行歌手大獎
- 第三十四屆十大中文金曲頒獎音樂會 - 微博給力歌手獎
- 《音樂先鋒榜》2012年度頒獎典禮 - 最佳先鋒影視歌手
- 《音樂先鋒榜》2012年度頒獎典禮 - 23家電臺聯頒全能藝人
- IFPI香港唱片銷量大獎2012 - 十大銷量廣東唱片《Self-Portrait》

2013年度
- 第9屆「勁歌王」全球華人樂壇音樂盛典 - 粵語金曲獎《幼稚完》
- 第9屆「勁歌王」全球華人樂壇音樂盛典 - 傳媒大獎
- 第9屆「勁歌王」全球華人樂壇音樂盛典 - 最佳男歌手
- 第十七屆全球華語榜中榜音樂大典頒獎典禮 - 榜中榜年度金曲獎《頑石點頭》
- 第十七屆全球華語榜中榜音樂大典頒獎典禮 - 最受歡迎男歌手（香港）奬
- 2013勁歌金曲優秀選第一回 - 得獎歌曲《Nice》
- 新城國語力頒獎禮2013 - 新城國語力全國最受歡迎偶像
- 新城國語力頒獎禮2013 - 新城國語力亞洲歌手
- 第十三屆全球華語歌曲排行榜 - 年度二十大金曲《頑石點頭》
- 第十三屆全球華語歌曲排行榜 - 傳媒推薦大獎
- 第十三屆全球華語歌曲排行榜 - 年度全能藝人
- 《音樂先鋒榜》2013年度頒獎典禮 - 港臺十大先鋒金曲《同林》
- 《音樂先鋒榜》2013年度頒獎典禮 - 23家電臺聯頒傳媒大獎
- YAHOO!搜尋人氣大獎2013 - 人氣微電影主題曲《同林》
- YAHOO!搜尋人氣大獎2013 - 人氣微電影《愛在魅來1分鐘》
- YAHOO!搜尋人氣大獎2013 - 最熱門圖片搜尋男歌手
- 新城勁爆頒獎禮2013 - 新城勁爆歌曲《Nice》
- 新城勁爆頒獎禮2013 - 新城全國樂迷投選勁爆歌手大獎
- 新城勁爆頒獎禮2013 - 新城勁爆亞洲歌手大獎（男歌手）
- 2013年度勁歌金曲頒獎典禮 - 勁歌金曲奬 第十八位《Nice》
- 2013年度勁歌金曲頒獎典禮 - 勁歌金曲奬 第十五位《同林》
- 2013年度勁歌金曲頒獎典禮 - 最受歡迎男歌星
- IFPI香港唱片銷量大獎2013 - 十大銷量廣東唱片《A Time 4 You》
- IFPI香港唱片銷量大獎2013 - 最暢銷本地現場錄製音像出品《A Time 4 You林峯演唱會2013》
- IFPI香港唱片銷量大獎2013 - 十大銷量本地歌手
- IFPI香港唱片銷量大獎2013 - 全年最高銷量本地男歌手

2014年度
- 《音樂先鋒榜》2014年度頒獎典禮 - 全國歌影視至尊藝人大獎
- 雪碧音碰音2014頒獎盛典 - 最佳男歌手

2015年度
- 《音樂先鋒榜》2015年度頒獎典禮 - 最佳全球首播歌曲《Heart Attack》
- 《音樂先鋒榜》2015年度頒獎典禮 - 全國歌影視至尊藝人大獎
- 《音樂先鋒榜》2015年度頒獎典禮 - 24家電臺聯頒傳媒大獎

2016年度
- 第20屆全球華語榜中榜暨亞洲影響力大典 - 亞洲影響力最具突破藝人
- 第20屆全球華語榜中榜暨亞洲影響力大典 - 最受歡迎男歌手（港臺）
- 騰訊視頻MTV亞洲金曲大賞 - 港臺最受歡迎全能藝人
- 第十六屆全球華語歌曲排行榜 - 地區傑出歌手獎（香港）
- IFPI香港唱片銷量大獎2016 - 十大銷量本地歌手
- IFPI香港唱片銷量大獎2016 - 最暢銷本地現場錄製音像出品《Heart Attack LF Live in Hong Kong》
- IFPI香港唱片銷量大獎2016 - 全年最高銷量本地男歌手

2020年度
- 2020年度勁歌金曲頒獎典禮 - 最佳合唱歌曲獎 銀獎《低谷天堂》（與HANA菊梓喬合唱）

### 福布斯中国名人榜
| 年份 | 榜單             | 排名     | 收入排名 | 備註                       |
| ---- | ---------------- | -------- | -------- | -------------------------- |
| 2011 | 福布斯中国名人榜 | 排名71位 | 排名71位 | 年收入為1857萬元（人民幣） |
| 2012 | 福布斯中国名人榜 | 排名60位 | 排名83位 | 年收入為1810萬元（人民幣） |
| 2013 | 福布斯中国名人榜 | 排名72位 | 排名92位 | 年收入為1770萬元（人民幣） |
| 2014 | 福布斯中国名人榜 | 排名53位 | 排名53位 | 年收入為2460萬元（人民幣） |

## 外部連結
- 林峯的新浪微博
- 林峯的Instagram帳戶
- 林峯的網易雲音樂主頁 （页面存档备份，存于）
- 林峯在香港影庫上的簡介
- 林峯在豆瓣上的资料（简体中文）